# Histoire de la Bosnie-Herzégovine
 (février 2008).

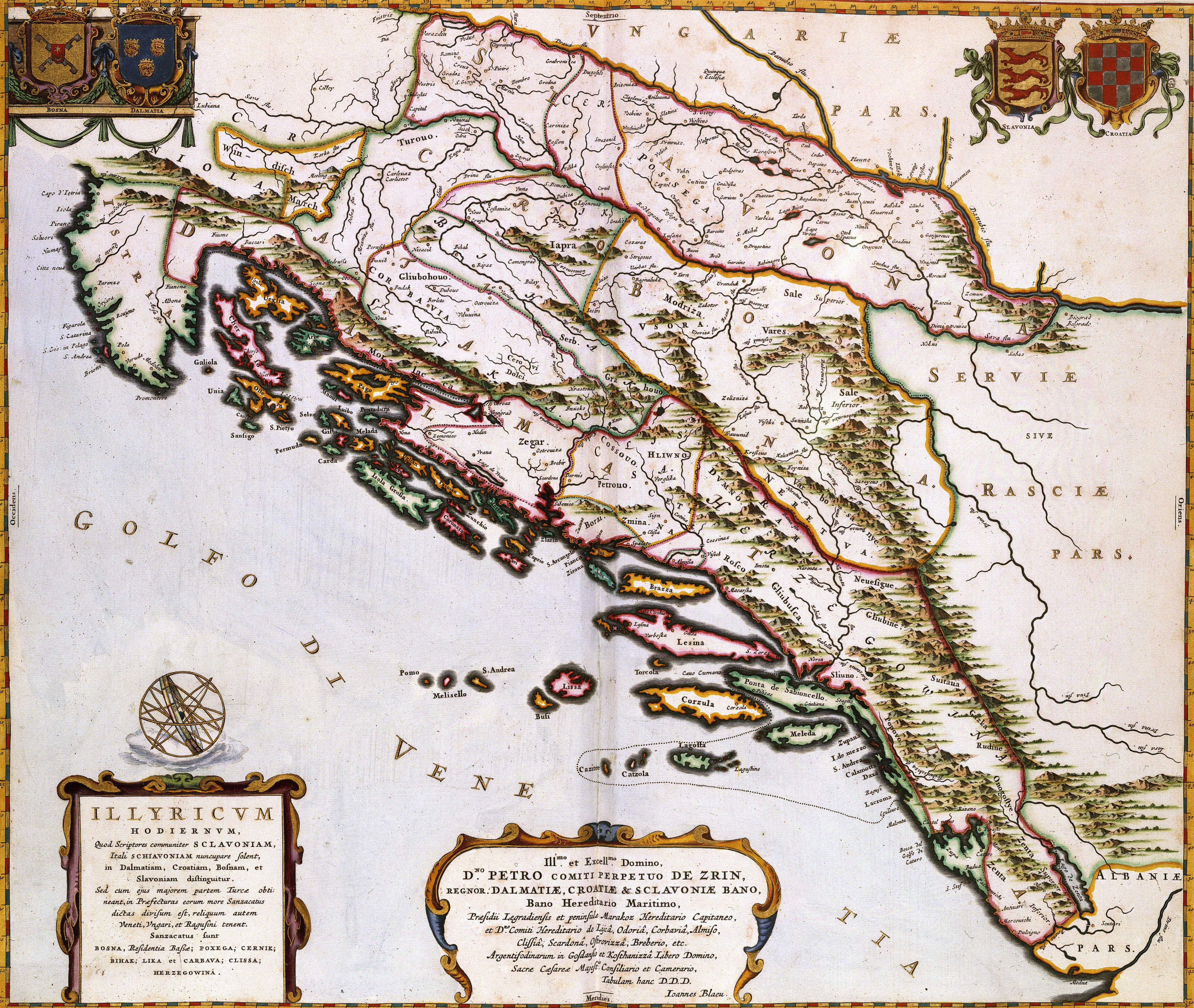
Carte de la Slavonie, de la Croatie et de la Bosnie avec une partie de la Dalmatie 1663

La Bosnie-Herzégovine, située dans le sud-est de l’Europe sur la péninsule balkanique, possède une histoire géopolitique presque ininterrompue depuis le Moyen Âge. Habité en continu depuis le Néolithique, ce territoire a successivement été le banat de Bosnie entre 1154-1377 ans, puis le royaume indépendant de Bosnie de 1377-1463 ans. Ensuite, il a été intégré en tant que pachalik ottoman de 1580-1878 ans, avec des frontières similaires à celles de la Bosnie actuelle, avant de devenir un condominium austro-hongrois de 1878-1918 ans. Sous la dictature du 6 janvier 1929, la Bosnie fut, pour la première fois en plus de 400 ans, temporairement abolie (1929-1943) en tant qu’entité administrative du royaume de Yougoslavie. De 1945-1992 ans, elle était république fédérale de la Yougoslavie et un État indépendant depuis 1992. Selon l’historien Noel Malcolm, une entité nommée « Bosnie » figure sur les cartes depuis environ 650 des 800 dernières années.

## Préhistoire et Antiquité

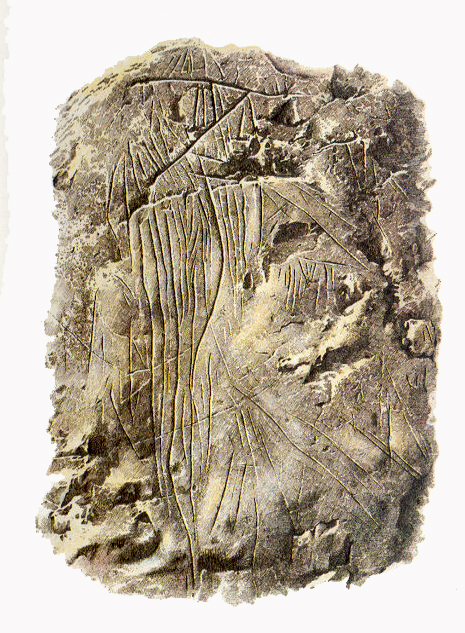
Gravures rupestres dans la grotte de Badanj de 12000 ans av. J.-C.

Le Paléolithique en Bosnie-Herzégovine se distingue par une riche culture d'outils en silex, attestée sur plus de 200 sites, datant de 100 000 - 35 000 ans av. J.-C.. Les découvertes archéologiques révèlent que la région constituait une route de migration importante pour les Néandertaliens et les Homo sapiens vers l'Europe.
Plusieurs sites principaux présentent des outils en pierre semi-précieuse ainsi que des restes animaux,. Parmi les rares œuvres d'art paléolithiques, la gravure d'un cheval attaqué par des flèches, découverte sur le site de la grotte de Badanj et datée de 13 000 - 12 000 ans av. J.-C., est attribuée aux Cro-Magnons et s'inscrit dans le style méditerranéen. Plus tard, une autre gravure ainsi que des objets âgés de 40 000 ansont été découverts dans la grotte de Podlipe, près de Sokolac.

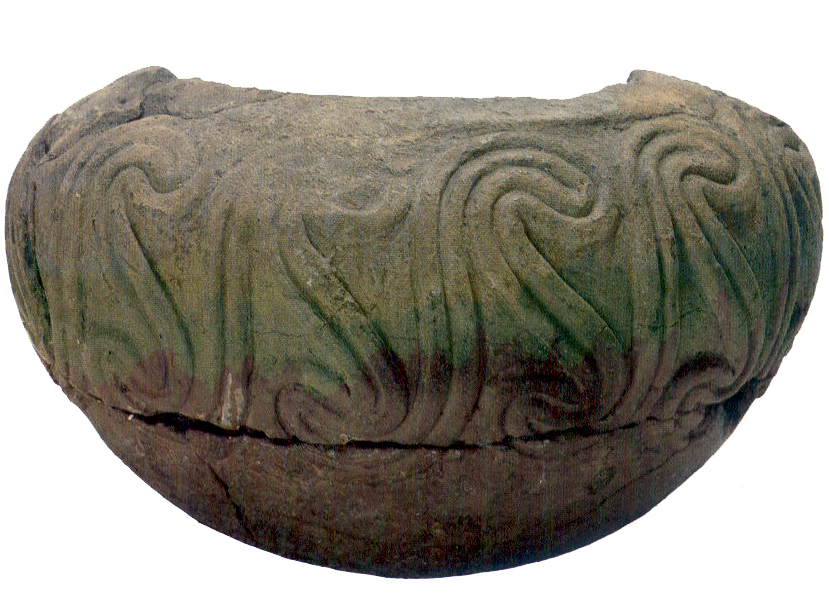
Le vase de la culture de Butmir près de Sarajevo

À l'époque néolithique, la Bosnie-Herzégovine affiche un mélange d'influences méditerranéennes et pannoniennes. Des céramiques méditerranéennes apparaissent sur plusieurs sites d'Herzégovine, comme la «Grotte Verte», où les populations vivaient dans des grottes, ou sur des hauteurs. Au nord, notamment près de la rivière Bosna, les habitants s'établissent dans des maisons en bois inspirées par la culture de Starčevo. En Bosnie centrale, la culture de Kakanj, avec ses rhytons à quatre pieds, reflète un culte de la vitalité s'étendant jusqu'à la mer Égée.
La culture de Butmir, près de Sarajevo, se distingue par ses céramiques émaillées et ses sculptures humaines réalistes. Enfin, la culture de Vučedol, reconnue pour son artisanat raffiné, influence profondément le développement culturel de la région.

### Les Illyriens

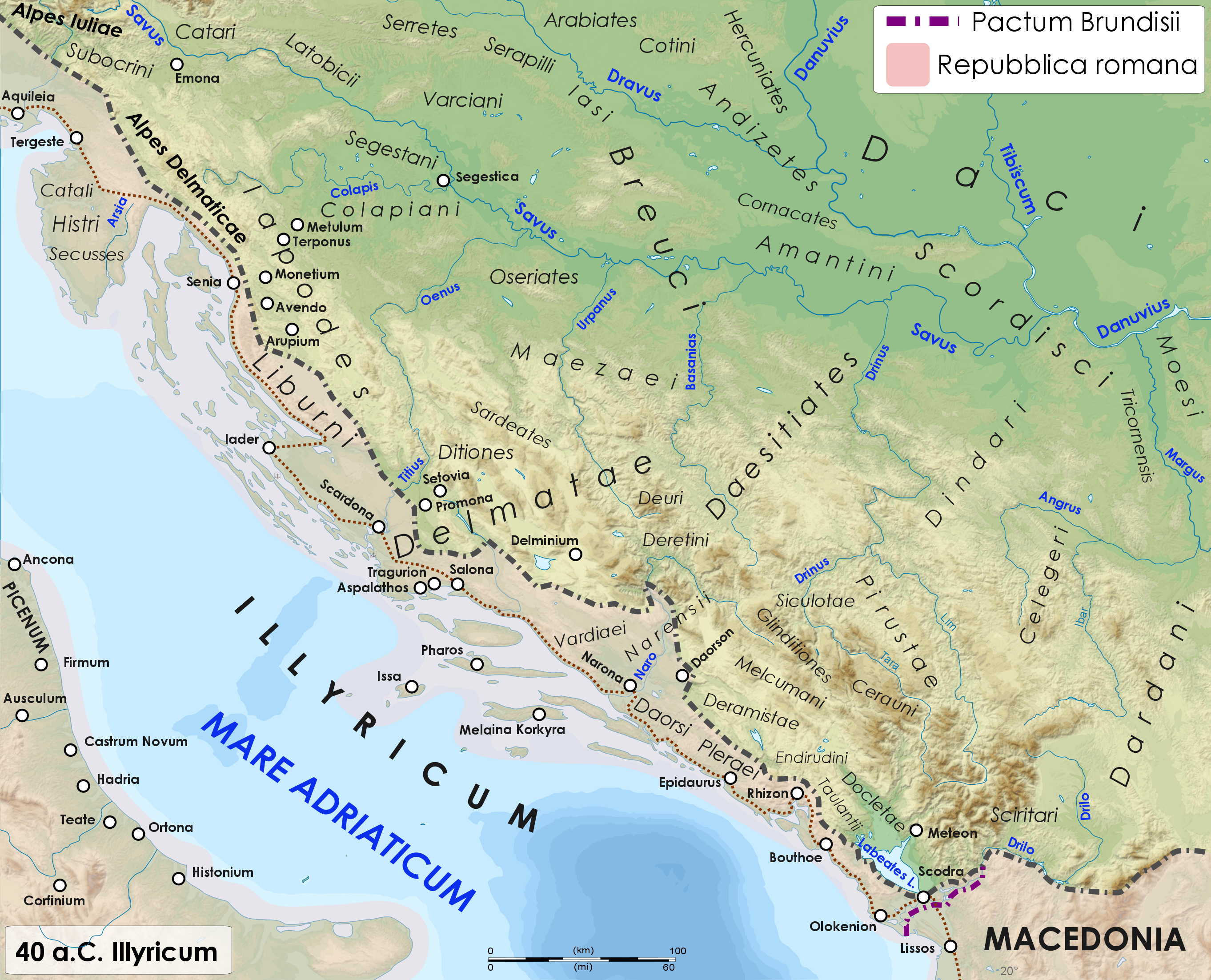
Illyrie romaine au Ier siècle av. J.C.

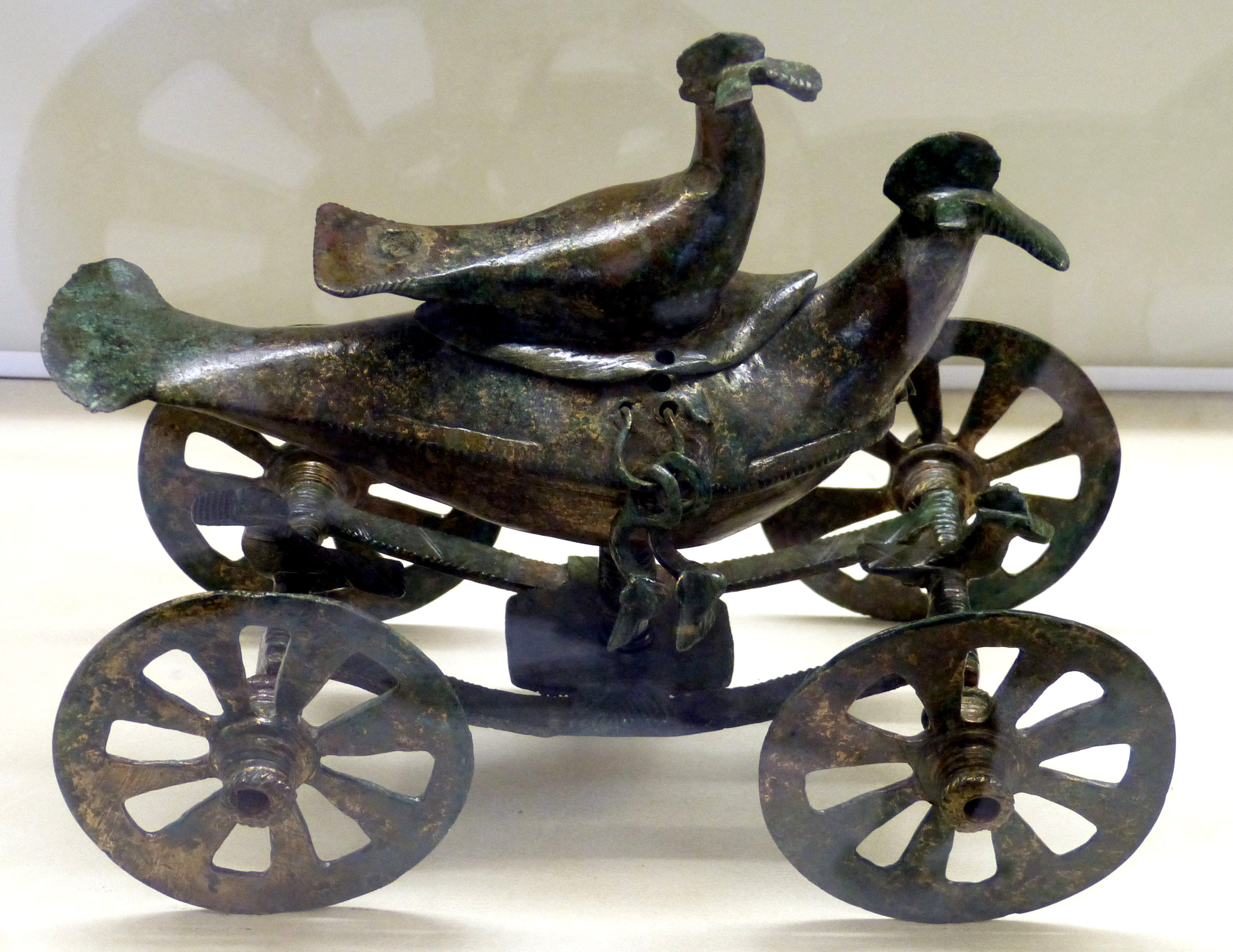
Charrette avec oiseaux de l'âge du fer appartenant à la culture de Glasinac

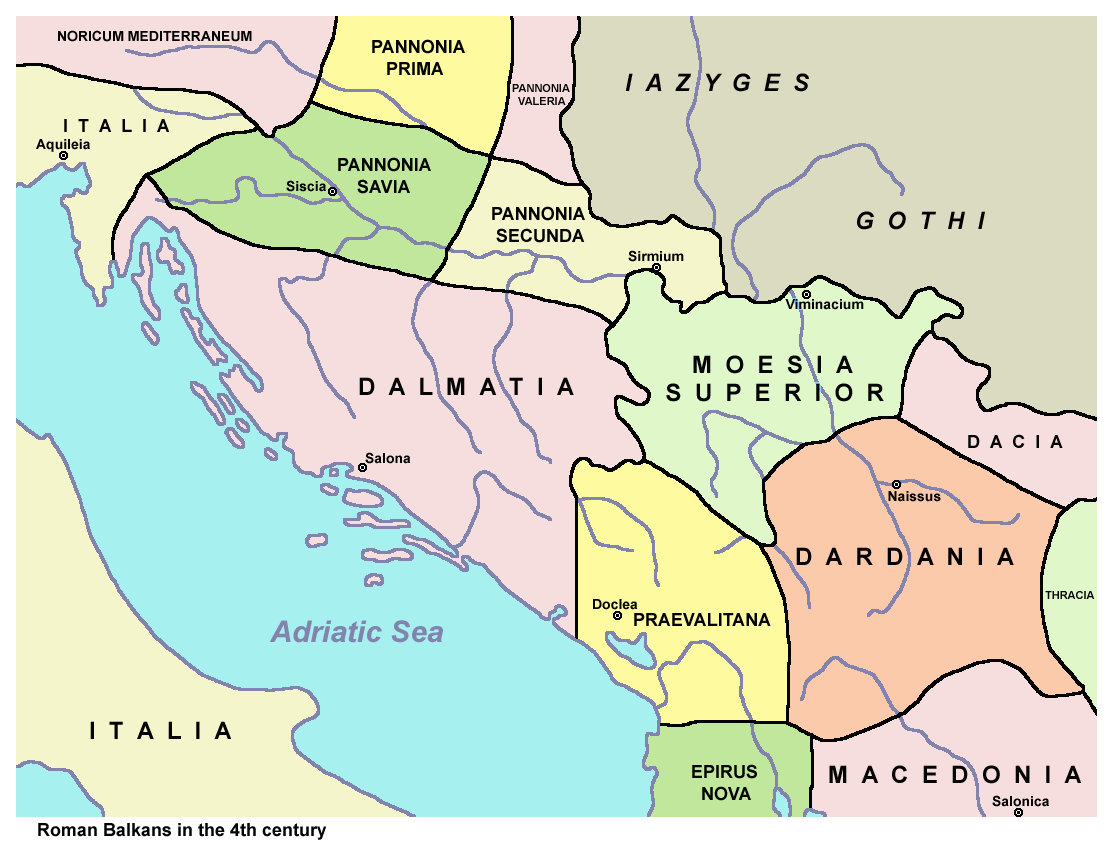
Dalmatie et Mésie au IVe siècle

Depuis la fin de l'âge du bronze et le début de l'âge du fer, la région de la Bosnie-Herzégovine était habitée par des tribus indo-européen, guerrières et connues sous le nom d'Illyriens. Ces derniers pourraient être apparentés aux Albanais modernes, ayant peut-être mélangé leurs lignées avec les populations indigènes proto-valaques.
Parmi les nombreuses tribus illyriennes présentes sur le territoire de l'actuelle Bosnie-Herzégovine, certaines méritent une attention particulière.
Les Iapydes occupaient un vaste territoire, notamment le cours moyen de la rivière Una, près de Bihać. Des informations précieuses sur cette tribu ont été recueillies sur le site archéologique de «Sojenice à Ripač», où les restes de rondins ont été découverts dans le lit de tuf de l'Una. Environ 2 500 morceaux de ces pieux ont été retrouvés. Ces serres, construites en bois sur des pieux de chêne profondément enfoncés dans le lit de la rivière, avaient des murs en bois enduits d'argile à l'intérieur, tandis que leurs toits étaient recouverts de paille. Parmi les artefacts découverts figurent une tête de cerf sculptée avec des bois ramifiés, des représentations figuratives en terre cuite, des statuettes divines en argile et de nombreux autres objets.
Les Daesitiates vivaient en Bosnie centrale, autour du cours supérieur de la rivière Bosna et de la vallée de Lašva. C’est sur ce territoire qu’émergera l’État médiéval de Bosnie.
Les Autariates étaient une tribu illyrienne qui prospéra entre le VIe  au  IVe siècle av. J.-C.. De nombreuses données historiques, découvertes philologiques et traces matérielles témoignent de leur présence. La "charrette du culte de Glasinac", ornée de motifs représentant des oiseaux de bassin, a été trouvée dans un tumulus familial sur le site de Glasinac polje et constitue la découverte archéologique la plus célèbre de la culture de Glasinac,, associée au culte du soleil. Cette charrette est actuellement exposée au musée de Vienne. La culture Glasinac, ainsi que la culture Butmir, a contribué à établir la Bosnie-Herzégovine dans le domaine de la science préhistorique européenne. L'économie des Autariates reposait principalement sur l'élevage, mais également sur la métallurgie, l'artisanat et le commerce. En raison de leur importance et de la forte demande de produits grecs et italiens, ils étaient les principaux partenaires commerciaux des Balkans pour les marchands grecs et italiens entre le VIIe et le IVe siècle avant notre ère. 
Les Dalmatiens occupaient le sud-ouest de la Bosnie, dans la région de l'actuelle Dalmatie centrale, et c'est probablement d'eux que provient le nom "Dalmatie".
Les Daorsi habitaient principalement autour du cours inférieur de la Neretva. Aujourd'hui encore, des vestiges de leur ville monumentale, Daorson, se trouvent près de Stolac. Ils furent les premiers à entrer en contact avec les Grecs et les Romains de l'Antiquité, qui les soumirent à leur domination.
Au VIIe siècle av. J.-C., les Illyriens subissent l'influence des Hellènes, plus puissants, qui pacifient les petites tribus, comme en témoigne l'absence d'armes dans les tombes. Cependant, d'autres tribus illyriennes survivent en tant que groupes militaires puissants et, au IVe siècle av. J.-C., elles fondent un royaume d'Illyrie qui s'oppose à Philippe II et Alexandre de Macédoine.
Certains aspects de la culture illyrienne semblent avoir influencé la culture bosnienne et ont perduré pendant deux millénaires. Le plus célèbre d'entre eux est le tatouage, qui, bien que non slave, était populaire notamment en Bosnie centrale, même jusqu'au XXe siècle. Il en va de même pour les sandales en cuir, des chaussures illyriennes qui ont continué à être portées à cette époque.
Aux IVe et IIIe siècles av. J.-C., une partie des Celtes s'installe en Pannonie, celtisant presque entièrement les Illyriens qu'ils rencontrent et exerçant leur influence sur d'autres tribus illyriennes du sud. Ils ont particulièrement influencé les Autariates, entraînant une rupture dans le développement de la culture de Glasinac, ce qui a conduit à la disparition progressive des Autariates de ces régions. 
Avec l’arrivée des Romains dans les Balkans, les Illyriens, ainsi que les autres tribus, sont complètement romanisés.

### Domination romaine (-20/20-450 environ)

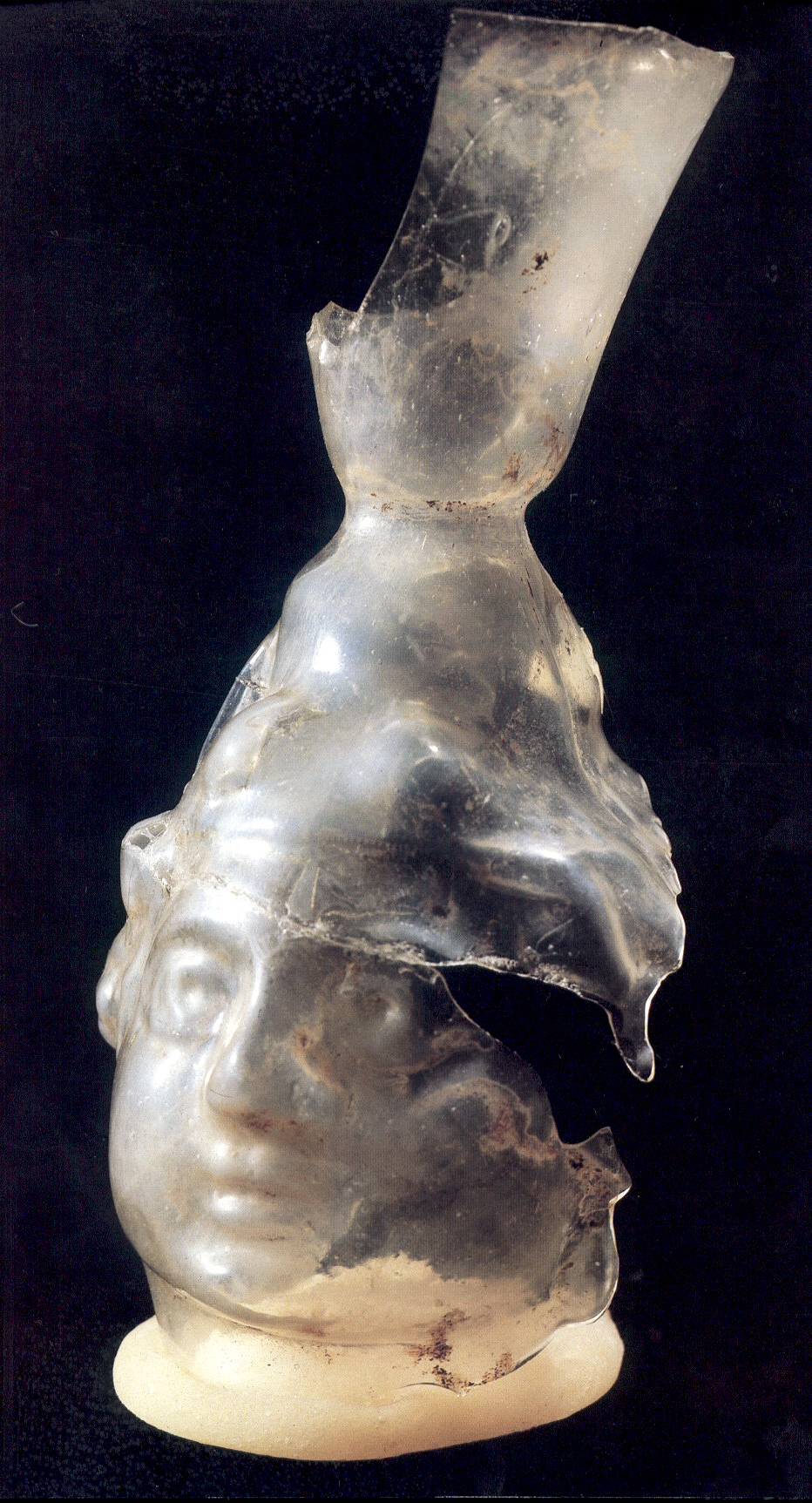
Verre romain découvert à Bosanski Novi datant du IIe siècle

Entre 229 et 150 av. J.-C., les Romains étendent leur présence au sud, initiant les guerres romano-illyriennes. Après la dernière grande révolte illyrienne en l’an 9, les Romains imposent leur domination sur toute la région illyrienne, qu’ils intègrent sous le nom de province d'Illyricum. En l'an 10, cette province est scindée en Pannonie et en Dalmatie, englobant le territoire de l'actuelle Bosnie-Herzégovine.

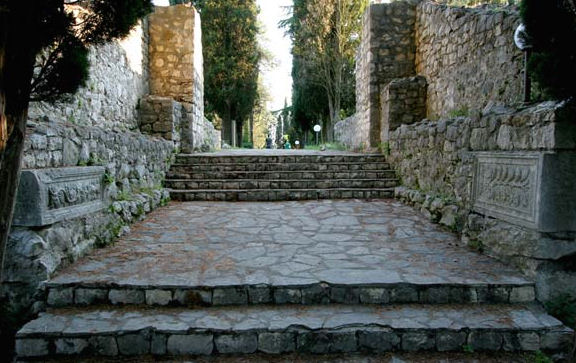
Mogorjelo, Villa Rustica romaine près de Čapljina

La domination romaine débuta par la pacification des terres conquises, notamment grâce à la construction d’un réseau routier reliant les centres administratifs, pour faciliter l’exploitation des richesses minières.Les Romains développèrent des mines d’or, d’argent, de fer et de sel, et édifièrent des camps militaires, des petites villes, ainsi que des colonies le long de ces voies,. Le nom de la ville actuelle de Srebrenica trouve son origine dans les mines d'argent (« srebro ») exploitées à l'époque où la ville romaine était connue sous le nom de Domavia.
Lors de la division de l'Empire romain, la province de Dalmatie tombe sous la juridiction de l'Empire romain d'Occident. Durant cette période, la région adopta progressivement le christianisme. Les Illyriens, intégrés à l'Empire, devinrent peu à peu citoyens romains et accédèrent à diverses fonctions sociales et militaires.
À la fin du IVe siècle, la région subit les invasions des Huns, puis des Wisigoths et, plus tard, des Ostrogoths, qui dévastent le territoire et en prennent le contrôle en 476 pour environ un siècle. L'empereur Justinien Ier parvient à rétablir brièvement l'autorité romaine, bien que celle-ci se limite principalement aux villes côtières. Toutefois, cette domination décline progressivement avec l'arrivée des Avars, puis les Slaves, qui pénètrent dans la région au VIe siècle.

## Moyen-Âge

### Arrivée des Slaves
Au VIIe siècle, les Avars et les Slaves du Sud ont envahi les Balkans, profitant de l’affaiblissement de l’Empire romain, déjà fragilisé par des guerres et des conflits internes. La population indigène a souvent été décimée, permettant à de larges groupes de Slaves de s’établir sur des terres dévastées. Ils se sont implantés dans les Balkans, y compris dans la région de l’actuelle Bosnie-Herzégovine. Acceptant la suzeraineté politique, ils se sont intégrés progressivement aux populations locales illyriennes romanisées, contribuant ainsi à établir les bases culturelles et ethniques qui ont façonné durablement la région.
Ces Slaves méridionaux étaient organisés en unions tribales appelées Sklavinies, des formations territoriales flexibles dirigées par des chefs qui tentaient de légitimer leur autorité en obtenant la reconnaissance des empereurs byzantins ou des papes romains. Agriculteurs et éleveurs, leur société reposait sur la famille élargie, dirigée par l’aîné, responsable du patrimoine et de la justice. Leur religion, simple, vénérait des dieux du Bien et du Mal, auxquels ils offraient des sacrifices. La christianisation des Slaves du Sud devint ainsi un enjeu stratégique majeur dans la rivalité d’influence entre Rome et Constantinople.

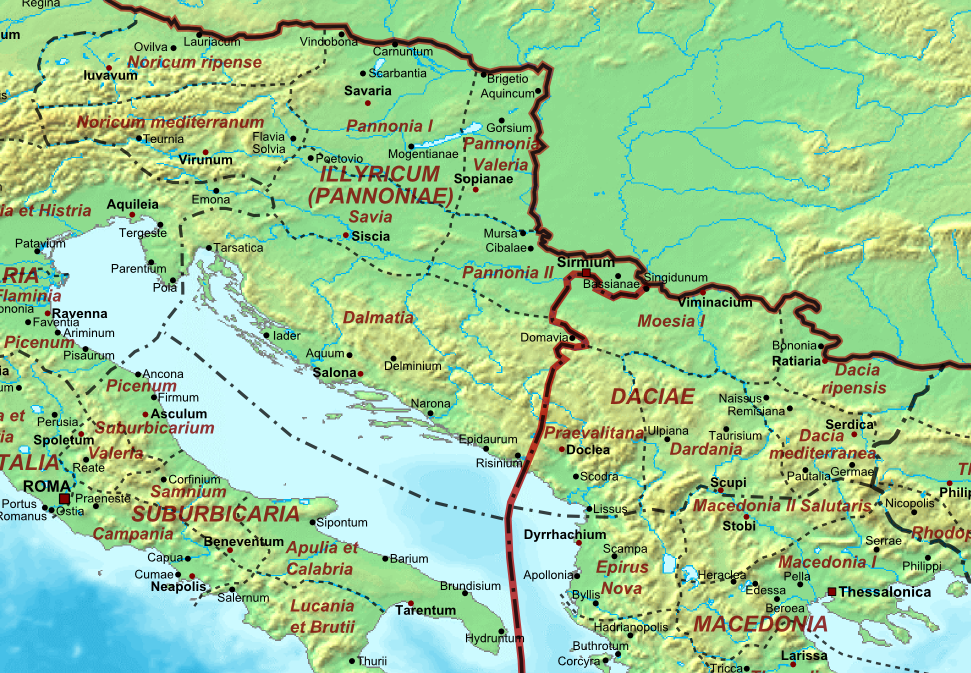
La division administrative de l'Empire romain en 395 après J.-C.

Conformément à la division de l’Empire romain en 395 et à la séparation progressive des Églises d’Orient et d’Occident, la rivière Drina devint une frontière historique — encore aujourd’hui entre la Bosnie et la Serbie.
Dans ce cadre de division culturelle et religieuse, les populations slaves à l'ouest furent christianisées sous l’influence latinophone de Rome, utilisant principalement l’alphabet glagolitique pour leurs pratiques religieuses. À l’est, celles qui tombèrent sous l’influence de Constantinople adoptèrent l’alphabet cyrillique. Cette répartition n’était toutefois pas rigide, et des échanges culturels et religieux entre les deux sphères d’influence persistaient. Même si les Slaves se convertirent au christianisme, leur adhésion demeura souvent superficielle, et de nombreux éléments de leurs croyances polythéistes furent conservés, certains subsistant encore aujourd'hui dans les traditions populaires.
En raison de sa géographie montagneuse, la Bosnie fut probablement l'une des dernières régions des Balkans à adopter le christianisme, sous l'influence des centres urbains de la côte dalmate.
Parallèlement, le bogomilisme se propagea dans la région, entraînant l'adhésion d'une partie de la population, également appelée « Patareni » et souvent associée par les historiens au catharisme ou au manichéisme,.
Les informations sur les premiers colons slaves dans les Balkans restent incomplètes. La reconstitution des structures proto-étatiques de la région au Xe siècle, distinctes des États actuels, repose principalement sur des découvertes archéologiques, des archives des grands empires et des manuscrits ecclésiastiques. Concernant l’histoire des débuts de l’État bosnien, en plus des sources mentionnées, il existe également des récits provenant des pays voisins, souvent biaisés ou peu bienveillants, qui tendent à présenter la terre bosnienne comme la leur.
Bien que diverses civilisations et peuples envahisseurs aient temporairement occupé certaines régions de la Bosnie, ils n'ont pas freiné l'émergence d'une identité bosnienne ni la formation d'un amalgame culturel unique. Les conquérants voisins ont fait face à une double résistance : l'opposition politique, marquée par des luttes tribales pour l'indépendance, et la résistance liée à la croyance bogomile.
Les habitants de la région ont réussi à préserver leur autonomie, et l'étendue géographique de ce qui est aujourd'hui la Bosnie-Herzégovine est restée stable au fil des siècles.

### Le Banat bosnien

Blason du Banat de Bosnie

L’émergence des premiers États dans les Balkans fut largement influencée par de grands empires tels que la Hongrie et Byzance, qui dominaient ces régions à l’époque. En Bosnie, les premières structures étatiques se développèrent à partir d’anciens clans et tribus, organisés en communautés locales fondées sur des liens de parenté. Ces communautés évoluèrent progressivement en entités plus vastes. Au début du Moyen Âge, plusieurs entités sont mentionnées dans les sources historiques concernant le territoire bosnien, telles qu’Usora, Soli, Donji Kraji, Rama et Zachlumie. Parmi celles-ci, Vrhbosna, située dans la vallée de la rivière Bosna, près de Visoko, occupa une position centrale. Ce territoire devint le noyau autour duquel s’organisèrent les régions voisines, jetant les bases du futur Banat de Bosnie. Dès le Xe siècle, des structures politiques organisées commencèrent à émerger, marquant la naissance de cette entité médiévale. Le Banat de Bosnie était dirigé par un ban, un titre désignant un chef à la fois militaire et administratif. Bien que le Banat fût parfois placé sous la suzeraineté de la Hongrie ou de l’Empire byzantin, il parvint à préserver une autonomie significative grâce à la flexibilité politique de ses dirigeants et à la protection naturelle offerte par son territoire montagneux difficile d’accès.
L’institution du ban existait déjà auparavant, mais le premier dirigeant de Bosnie mentionné dans les sources historiques est Ban Borić, qui exerça son autorité entre 1154 et 1164. Il mobilisa son armée aux côtés du roi hongrois dans une guerre contre Byzance, mais la victoire byzantine entraîna le passage de la région sous leur domination.
Kulin (ban) (1180-1204) inaugura une période de prospérité et de stabilité pour la Bosnie. Connu pour sa déclaration de paix et de commerce avec la république de Dubrovnik en 1189, il renforça l’autonomie du territoire. La « Charte de Kulin », rédigée en Bosančica (cyrillique médiéval bosnien), est considérée comme l’un des documents historiques les plus significatifs des débuts de l’État bosnien. Elle illustre les premières initiatives diplomatiques et témoigne des échanges économiques dynamiques avec Dubrovnik. Toutefois, son règne fut marqué par l’émergence du mouvement des Bogomiles (ou Patarènes),.
Considérés comme hérétiques par le pape et les puissances voisines, les Bogomiles de Bulgarie et les Cathares de Dalmatie trouvèrent refuge en Bosnie, où leurs croyances influencèrent profondément la culture locale. En conséquence, la Bosnie devint le théâtre de nombreux conflits, persécutions et croisades,.

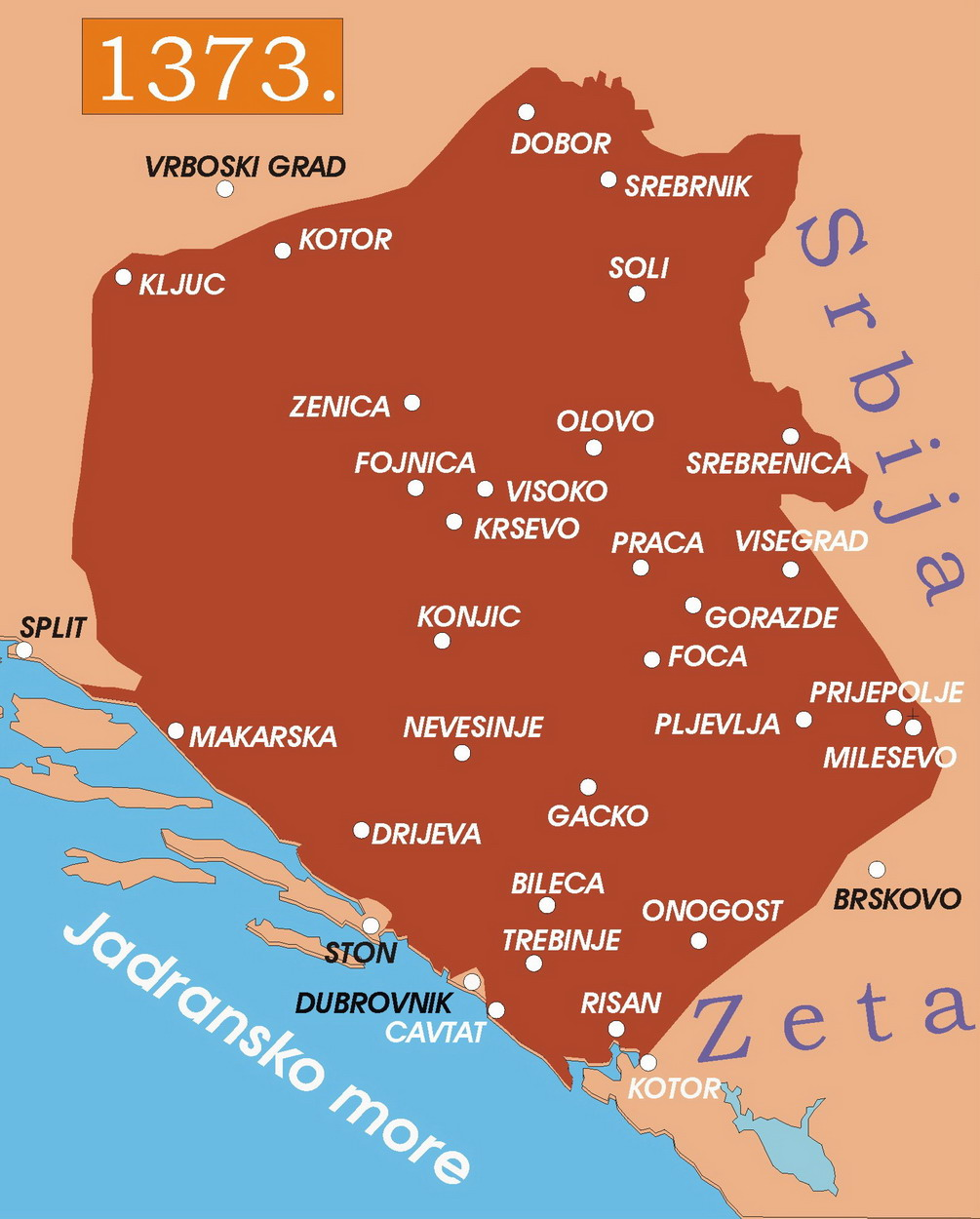
Le Banat de Bosnie en 1373

Les stećci, pierres tombales médiévales richement ornées, reflètent également cette époque, marquant l’héritage culturel et spirituel du territoire,.
Sous le règne de ban Matej Ninoslav (1232-1253), l’autonomie bosnienne fut renforcée face aux tentatives de domination extérieure, notamment de la Hongrie. Il consolida les relations avec Dubrovnik et s’opposa fermement aux croisades dirigées contre les hérétiques bosniens,.
Durant le mandat de ban Stjepan II Kotromanić (1322-1353), la Bosnie connut une expansion territoriale importante. Il annexa des régions voisines, comme l’Hum (Herzégovine), et établit des alliances stratégiques qui favorisèrent une période de prospérité,.
Avec l’accession au pouvoir de ban Tvrtko I (1353-1377), la Bosnie entame une période de stabilisation politique et de consolidation territoriale. Il renforce son autorité sur l’Hum et les régions voisines tout en dynamisant l’économie grâce à des échanges florissants avec Dubrovnik et Venise. Ses alliances diplomatiques affirment la position de la Bosnie comme un acteur influent des Balkans et préparent la transformation du Banat en royaume,.
Le Banat de Bosnie marque une étape essentielle dans l’affirmation d’un État bosnien distinct. De ban Borić à Tvrtko I, ses dirigeants façonnent une identité nationale unique, nourrie par une diversité culturelle, religieuse et politique singulière.

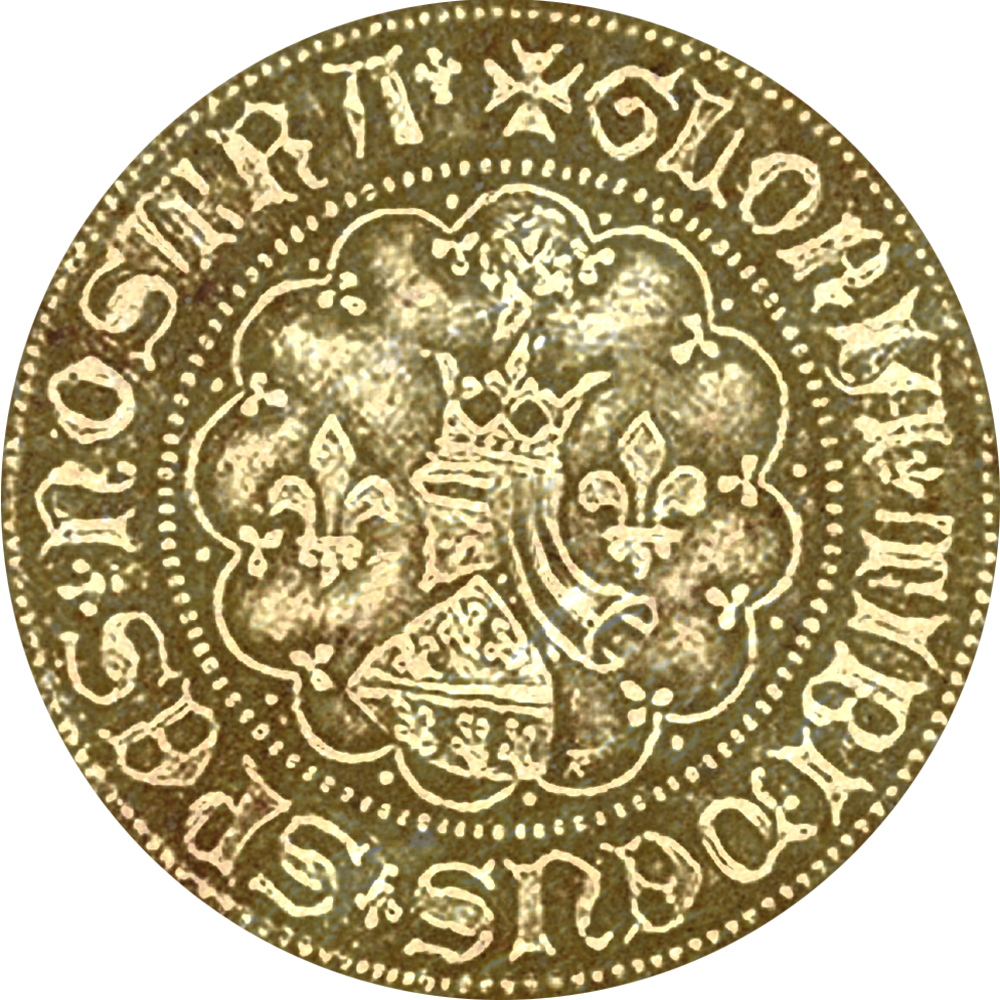
Pièce d'or du roi de Bosnie Tvrtko I.

### Le royaume de Bosnie

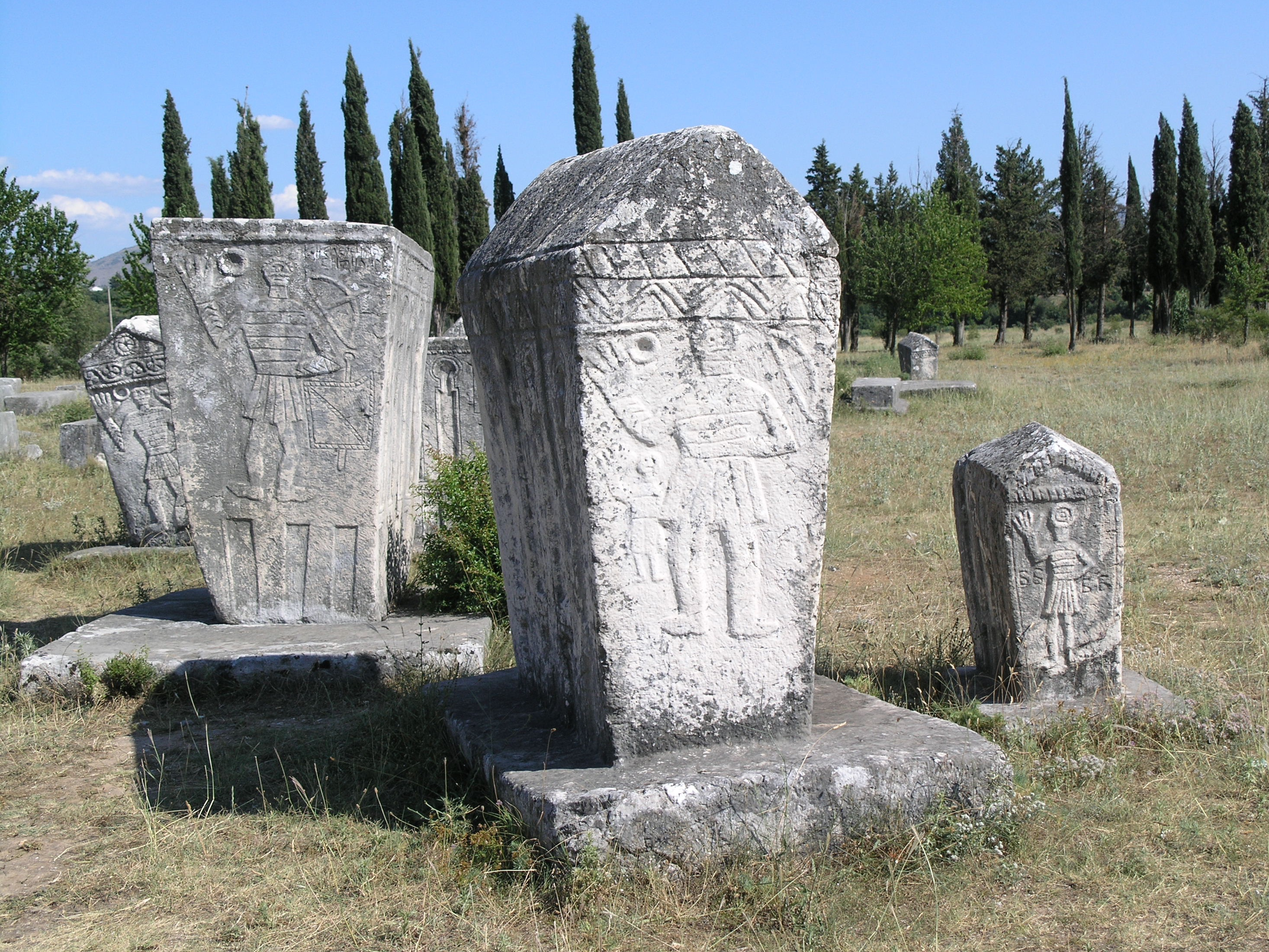
Stećak de la nécropole de Radimlja.

Royaume de Bosnie et son évolution

Le royaume de Bosnie, établi entre 1377 et 1463, succède à la Banovine de Bosnie, une principauté semi-indépendante sous influence hongroise.
Son ascension débute sous le règne de Tvrtko Ier Kotromanić (1377-1391), qui, après avoir consolidé son pouvoir, étend ses territoires en annexant des régions de la Serbie, du Monténégro et de la côte Dalmatie, lui permettant ainsi d’accéder à l’Adriatique,. En 1377, il se couronne roi sous le titre de « roi des Serbes, de Bosnie, de la côte et des terres occidentales » à Mile, près de Visoko.
À cette époque, l’économie bosnienne prospère grâce aux riches mines d’or et d’argent de Srebrenica et Olovo, tandis que des relations commerciales solides sont établies avec Venise et la république de Raguse. Cependant, la présence d’hérétiques et l’échec des tentatives de conversion de la population au catholicisme inquiètent la papauté et les puissances catholiques voisines, notamment la Hongrie. Bien que les croisades de 1235-1241 aient ravagé la Bosnie et massacré de nombreux habitants considérés comme infidèles, l’hérésie non seulement survit mais se développe davantage,.
L’historien John V.A. Fine écrit : « Au début du XIVe siècle, des documents commencent à mentionner en Bosnie une institution autonome connue sous le nom d’Église bosnienne. La papauté et les Hongrois la qualifient d’hérétique et, vers le milieu du XVe siècle, ils suggèrent parfois qu’elle est néo-manichéenne ou dualiste, faisant ainsi partie du même mouvement que les bogomiles bulgares et les cathares français. »,. En 1325, l’Inquisition dominicaine est envoyée pour éradiquer l’hérésie, mais l’Église bosnienne survit malgré la pression extérieure. Son déclin progressif affaiblit la cohésion du royaume et contribue à la perte de son indépendance, ouvrant la voie à la conquête ottomane et à la chute de l’État bosnien.
L’influence des Bogomiles,, de l’Église bosnienne et des stećci demeure un symbole durable de cette période médiévale fascinante. Près de 60000 stećci en Bosnie, ornés de motifs inspirés de la vie quotidienne et parfois d'inscriptions en Bosančica, une ancienne forme de cyrillique bosnienne, témoignent de la richesse culturelle et spirituelle de la Bosnie médiévale,,.
Après la mort de Tvrtko Ier en 1391, la Bosnie traverse une période de troubles et d’instabilité. Les luttes entre les nobles affaiblissent l’unité du royaume, tandis que les Hongrois intensifient leurs interventions pour imposer un roi catholique et prendre le contrôle de la Bosnie.
Stjepan Dabiša (1391-1395) maintient la paix en acceptant la suzeraineté hongroise, mais sa succession est chaotique. Sa veuve, Jelena Gruba (1395-1398), est rapidement renversée par Stjepan Ostoja (1398-1404, 1409-1418), dont le règne est marqué par des luttes entre nobles et l’ingérence hongroise.
Tvrtko II Kotromanić (1404-1409, 1421-1443) tente de restaurer l’ordre, mais la pression ottomane s’intensifie.
Stjepan Tomaš (1443-1461) favorise le catholicisme, aggravant les divisions internes. En 1463, le sultan ottoman Mehmed II lance une vaste offensive contre la Bosnie.
Le dernier roi, Stjepan Tomašević(1461-1463), tente en vain d’obtenir l’aide de la Hongrie. Capturé puis exécuté, il scelle la fin de l’indépendance du royaume de Bosnie qui a laissé un héritage culturel et historique remarquable, incarné par ses forteresses médiévales, ses stećci ornés de motifs uniques et sa tradition de tolérance religieuse.

## Domination ottomane (1463-1878)

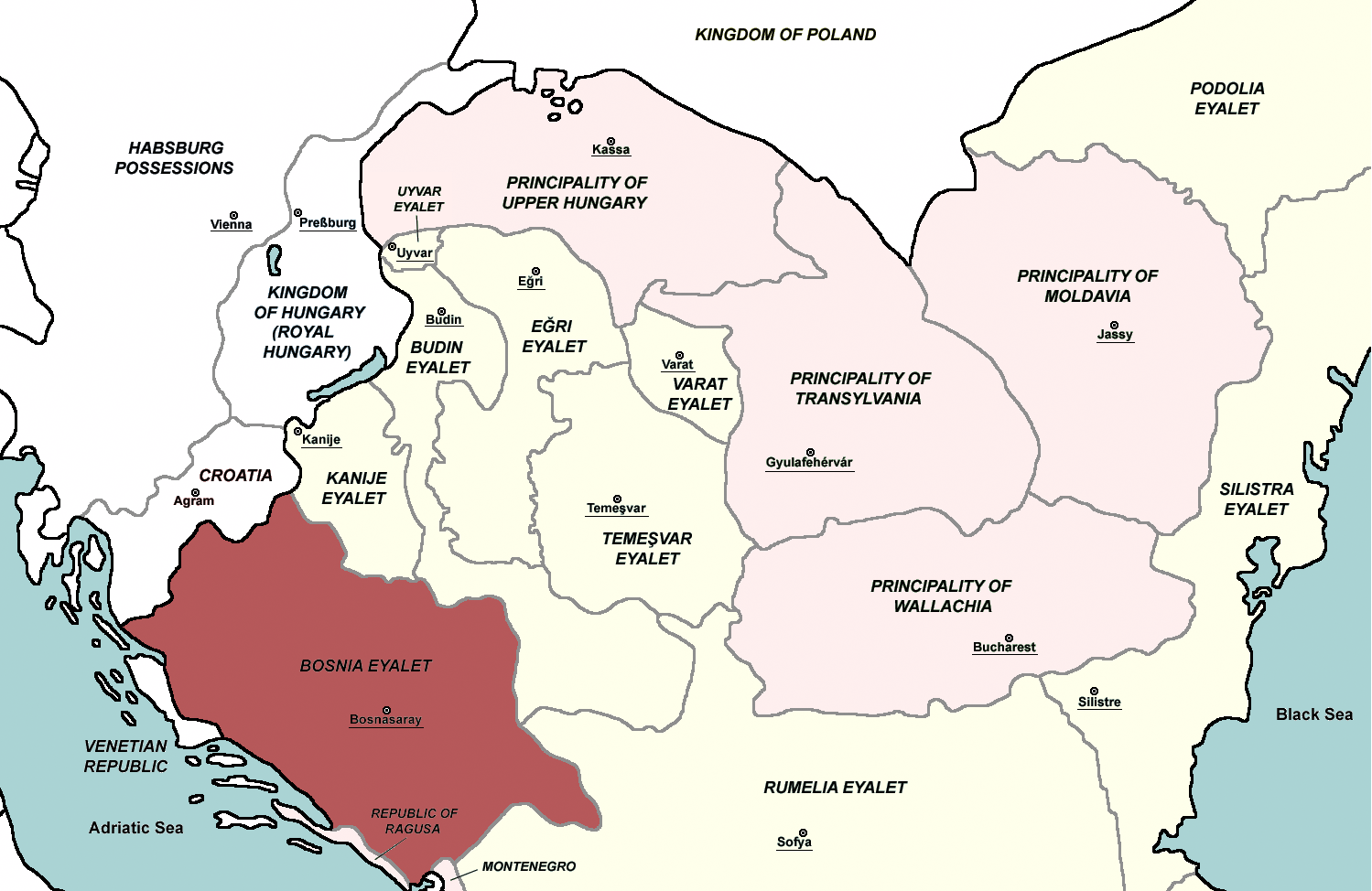
Le pachalik de Bosnie en 1683

Armoiries de la Bosnie au XVIIe siècle

À partir du XIVe siècle, l'Empire ottoman a progressivement conquis les Balkans, imposant son contrôle sur la région pendant près de quatre siècles. La Serbie tombe sous domination ottomane en 1459, suivie de la Bosnie en 1463, tandis que la Croatie, bien que partiellement conquise, reste en grande partie sous l’influence des  Habsbourg et du royaume de Hongrie. En 1464, les Hongrois tentent de reprendre la Bosnie, mais l'armée ottomane repousse leurs offensives, consolidant ainsi son emprise sur le territoire. L’administration ottomane repose sur le système du millet, garantissant aux communautés religieuses une certaine autonomie, y compris l’usage des langues locales. Cette occupation transforme profondément la région sur les plans politique, économique et culturel, introduisant l’islam, une architecture ottomane distinctive et une organisation sociale structurée autour du système des timars, où les élites musulmanes reçoivent des terres en échange de services militaires.
Les forces militaires ottomanes se divisaient en soldats réguliers, tels que les janissaires (infanterie) et la cavalerie surnommée spahis, tous deux rémunérés par l'État. Le corps des janissaires était alimenté par un système de devchirmé, qui prélevait des jeunes chrétiens et les formait au métier de soldat. Bien que ce processus fût brutal, il offrait des perspectives de prestige et de pouvoir aux recrues et à leurs familles, et certaines d'entre elles envoyaient volontairement leurs enfants dans l'armée, voyant en cela une garantie d'ascension sociale rapide.
La Bosnie est d'abord devenue Sandjak de Bosnie, puis a été élargie en Pachalik de Bosnie avant de devenir un Vilayet de Bosnie, englobant l'Herzégovine ainsi qu'une partie de l'actuelle Serbie et du Monténégro (région du Sandžak). Une partie de la population, notamment les hérétiques et les membres de l'Église bosnienne, persécutés par les États catholiques et orthodoxes et opposés aux conversions forcées, adopta l'islam,,,. Bien qu’aucune conversion forcée n’ait été imposée, divers facteurs économiques, sociaux et politiques favorisèrent également l’islamisation de certains chrétiens orthodoxes et catholiques. Pour les populations défavorisées, se convertir à l’islam offrait des avantages concrets, tels qu’une fiscalité allégée et un meilleur accès aux postes sociaux et administratifs. Avec le temps, la population musulmane devint majoritaire, bénéficiant d’un statut privilégié au sein de l’Empire ottoman.
La population autochtone de Bosnie a conservé sa langue slave, qui a évolué en bosnien, serbe et croate. La langue turque était principalement utilisée dans l'administration, les documents officiels et la correspondance entre les fonctionnaires, mais elle n'était pas exigée de la population locale.

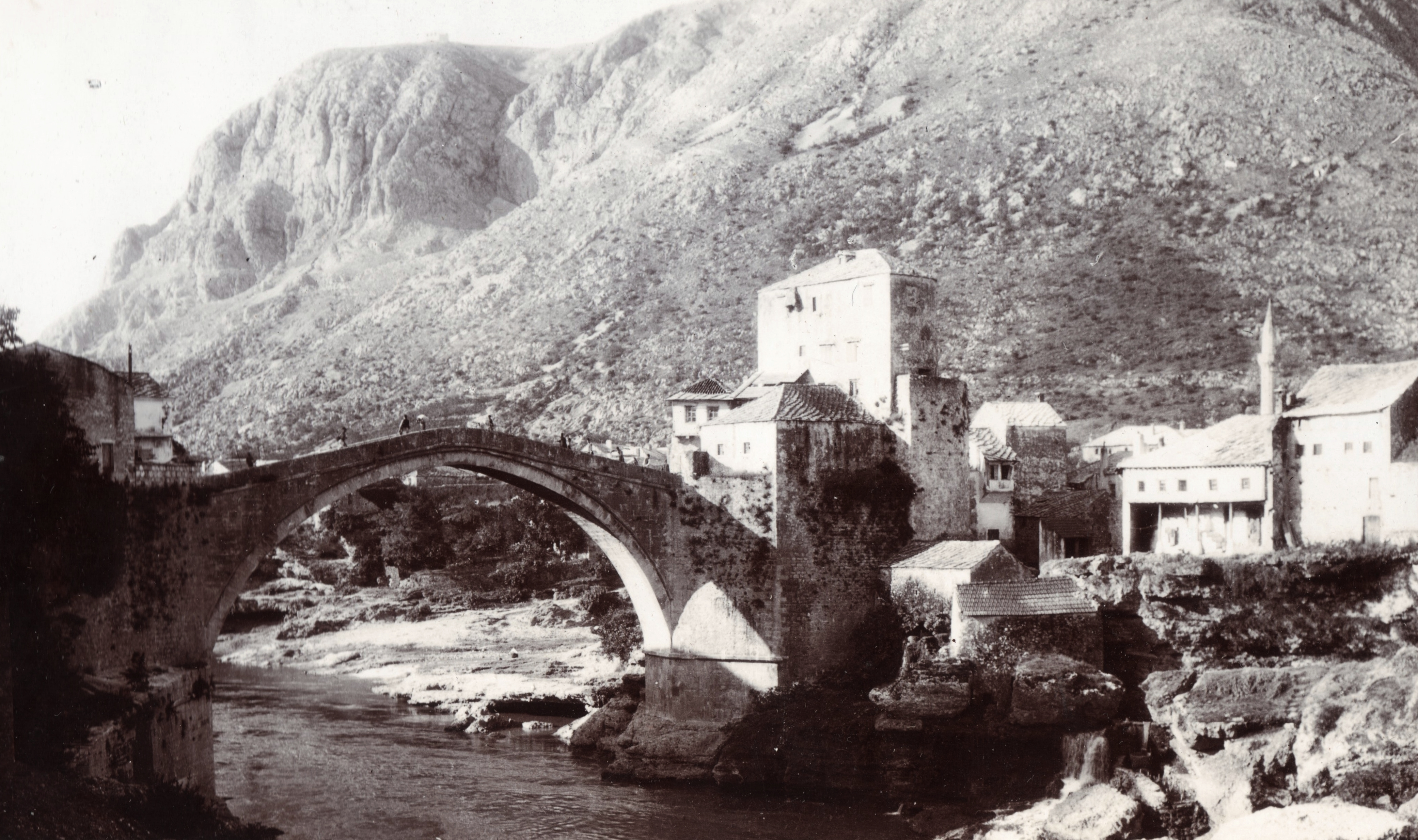
Le Stari Most (le vieu pont) de Mostar

L’occupation ottomane a apporté une certaine prospérité ainsi que des transformations architecturales et culturelles. De nombreuses infrastructures ont été construites, notamment des ponts, des mosquées et des bains publics. Plusieurs villes, comme Sarajevo et Mostar, furent fondées et devinrent des centres régionaux du commerce et de la culture urbaine. À Sarajevo, des édifices majeurs virent le jour, tels que la première bibliothèque du pays, des madrassas, une école de philosophie soufie, la tour de l'horloge (Sahat Kula), ainsi que des mosquée impériale et celle de Gazi Husrev-beg. L’architecture ottomane marqua également Mostar, notamment avec la construction du célèbre pont Stari Most. De nombreux monastères orthodoxes furent également construits afin de répondre aux besoins spirituels de la population orthodoxe nouvellement installée. Ces transformations façonnent durablement l’identité de la Bosnie, créant un mélange unique entre les traditions locales et l’héritage ottoman.
Avant la période ottomane, l'Église orthodoxe était peu présente en Bosnie, sauf en Herzégovine. Avec l’arrivée des Ottomans dès les années 1480, son influence s’étendit, accompagnée de la construction de monastères au XVIe siècle. Malgré des oppressions, les orthodoxes furent favorisés par rapport aux catholiques, perçus comme alliés de la Hongrie. Pour repeupler les régions dévastées, les Ottomans encouragèrent l’installation de colons orthodoxes aux frontières avec les Habsbourg, notamment des bergers Valaques, réputés pour leur tradition militaire. Ces derniers migrèrent vers le centre et le nord de la Bosnie, bénéficiant d’avantages fiscaux. Cette politique contribua à l’essor de la population orthodoxe en Bosnie, qui, tirant parti du système ottoman du « millet », se structura et s’organisa sous l’autorité de l’Église orthodoxe.
Sous l’Empire ottoman, les habitants de Bosnie s’identifiaient principalement par leur appartenance religieuse — musulmans, orthodoxes ou catholiques. Cependant, au XIXe siècle, la Porte a introduit le terme «Bosniaques» pour désigner l’ensemble de la population bosnienne, indépendamment de leur confession. Avec la montée des idées nationalistes en Europe et les révoltes contre l’Empire ottoman, la Serbie et la Croatie commencèrent à revendiquer les populations orthodoxes et catholiques de Bosnie comme faisant partie intégrante de leurs nations respectives. Sous l’influence du nationalisme, la Serbie, via l’Église orthodoxe serbe, encouragea les orthodoxes bosniens à s’identifier comme Serbes, tandis que la Croatie, soutenue par l’Autriche-Hongrie et l’Église catholique, chercha à assimiler les catholiques bosniens à l’identité croate, promouvant l’idée qu’ils étaient des Croates de Bosnie. C’est à cette période que l’appartenance religieuse commença à être interprétée comme une identité ethnique.
À partir du XIXe siècle, affaibli par des guerres incessantes, l'Empire ottoman fut contraint d'adopter des réformes centralisatrices, s'accompagnant d'une hausse des impôts déjà lourds, ce qui déclencha de nombreuses révoltes locales. En 1831, le gouverneur bosnien Husein Gradaščević, surnommé le « Dragon de Bosnie », mène une insurrection contre Istanbul pour obtenir une plus grande autonomie. Cependant, son soulèvement est violemment réprimé.
Le déclin de l’Empire ottoman, combiné à la montée des nationalismes en Europe, fragilise progressivement son contrôle sur la région.
Après l’indépendance de la Serbie au début du XIXe siècle, les nationalistes de Serbie et de Croatie commencent à revendiquer la Bosnie comme une extension de leurs territoires, nourrissant des aspirations irrédentistes. C’est dans ce contexte qu’émerge le Nacertanije de l’Ilija Garašanin, un projet impérialiste visant l’unification du peuple serbe et l’annexion des territoires qu’ils considèrent comme les leurs,. Perçu par les nationalistes serbes comme une nécessité vitale inscrite dans la continuité de leur histoire, ce programme expansionniste gagne en influence et continue de se renforcer tout au long des XIXe siècle et XXe siècle. D’un autre côté, les nationalistes croates comme Ante Starčević propagent une idéologie similaire, affirmant que les musulmans de Bosnie sont en réalité des Croates et que la Bosnie est une terre croate.
En 1875, la rébellion d’Herzégovine éclate, un soulèvement paysan généralisé provoqué par des tensions agraires. Le conflit s’étend rapidement, impliquant plusieurs États balkaniques et grandes puissances.
Après la guerre russo-turque de 1787-1792 et les négociations du congrès de Berlin, l’Empire ottoman est contraint de céder l’administration de la Bosnie à l’Empire austro-hongrois en 1878, bien que la région demeure officiellement sous suzeraineté ottomane jusqu’en 1908. Cette transition marque la fin de la domination ottomane sur la Bosnie.

## Occupation par l'Autriche-Hongrie (1878-1918)

Armoiries de la Bosnie au XVIIe siècle

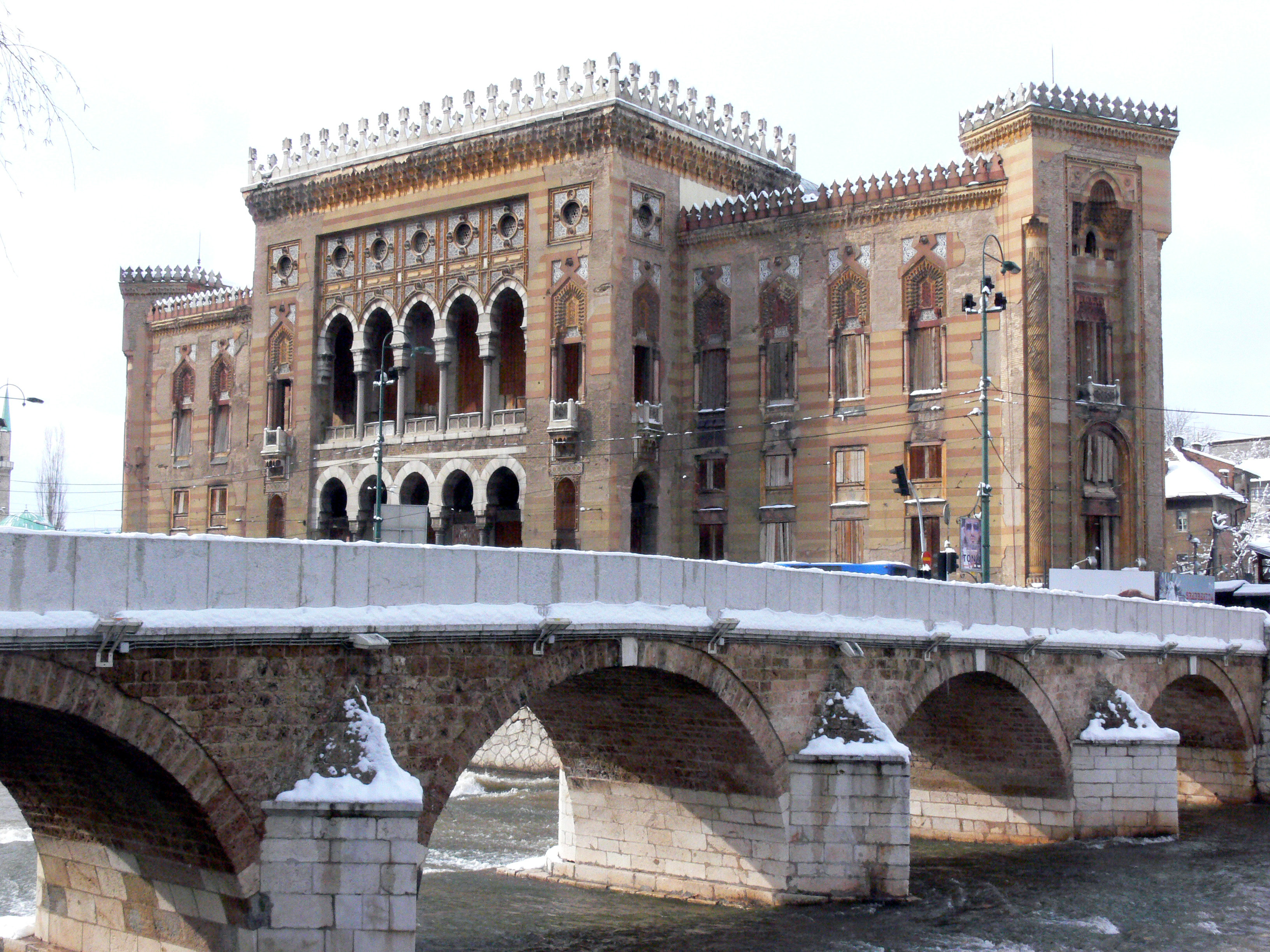
Gradska Vijećnica construit en 1896

Le traité de San Stefano, signé le 3 mars 1878, met fin à la guerre russo-turque et accorde l’indépendance à la Serbie, la Roumanie, la Bulgarie et le Monténégro. La Russie, dans le cadre de son projet géopolitique connu sous le nom de projet grec, cherche alors à annexer ce territoire sous prétexte de « libérer les chrétiens » des Balkans de la domination ottomane.
Mécontente des termes du traité, qui ne lui permet pas d’étendre son influence en Bosnie, l’Autriche-Hongrie lance une campagne militaire afin de consolider son contrôle sur la région. En Bosnie, cette occupation suscite une résistance infructueuse de la population.
Les grandes puissances européennes, soucieuses de limiter l’influence russe dans les Balkans, soutiennent l’Autriche-Hongrie, qui s’oppose à l’indépendance des provinces balkaniques et cherche à empêcher la Serbie d’annexer la Bosnie en la plaçant sous son administration.
Lors du congrès de Berlin en juillet 1878, le Royaume-Uni, l’Autriche-Hongrie, la France, l’Allemagne, l’Italie, la Russie et l’Empire ottoman révisent les termes du traité de San Stefano. Il est alors décidé, entre autres, que l’Autriche-Hongrie obtient le droit d’occuper et d’administrer la Bosnie-Herzégovine, tout en restant sous la suzeraineté nominale de l’Empire ottoman.
En 1908, l'Autriche-Hongrie annexa officiellement le territoire occupé, le transformant en un condominium de Bosnie-Herzégovine sous son autorité, provoquant une crise bosniaque.
Après avoir pris le contrôle de la région, l'Autriche-Hongrie engagea une modernisation rapide. L'industrie se développa pour la première fois en Bosnie, tandis que de nouvelles infrastructures, notamment des routes et des chemins de fer, furent construites. Sarajevo devint un centre administratif majeur et fut dotée du premier tramway électrique des Balkans en 1885. L’architecture austro-hongroise redessina la ville avec des bâtiments emblématiques tels que la Bibliothèque nationale et universitaire de Bosnie-Herzégovine (Vijećnica) et l’hôtel de ville. De nombreuses recherches archéologiques furent entreprises, aboutissant à la fondation du musée national de Bosnie-Herzégovine. Parallèlement, un système scolaire inspiré du modèle autrichien fut instauré, accompagné de réformes administratives visant à centraliser le pouvoir sous l’autorité austro-hongroise.

Afin de ne favoriser aucune des identités ethniques émergentes, l’administration austro-hongroise désigna la langue locale comme bosnien, écrite à la fois en alphabet latin et cyrillique, tandis que l’allemand et le hongrois restaient les langues officielles de l’administration. L’Empire encourageait un enseignement laïque et moderne, tout en maintenant des écoles confessionnelles pour les différentes communautés religieuses.

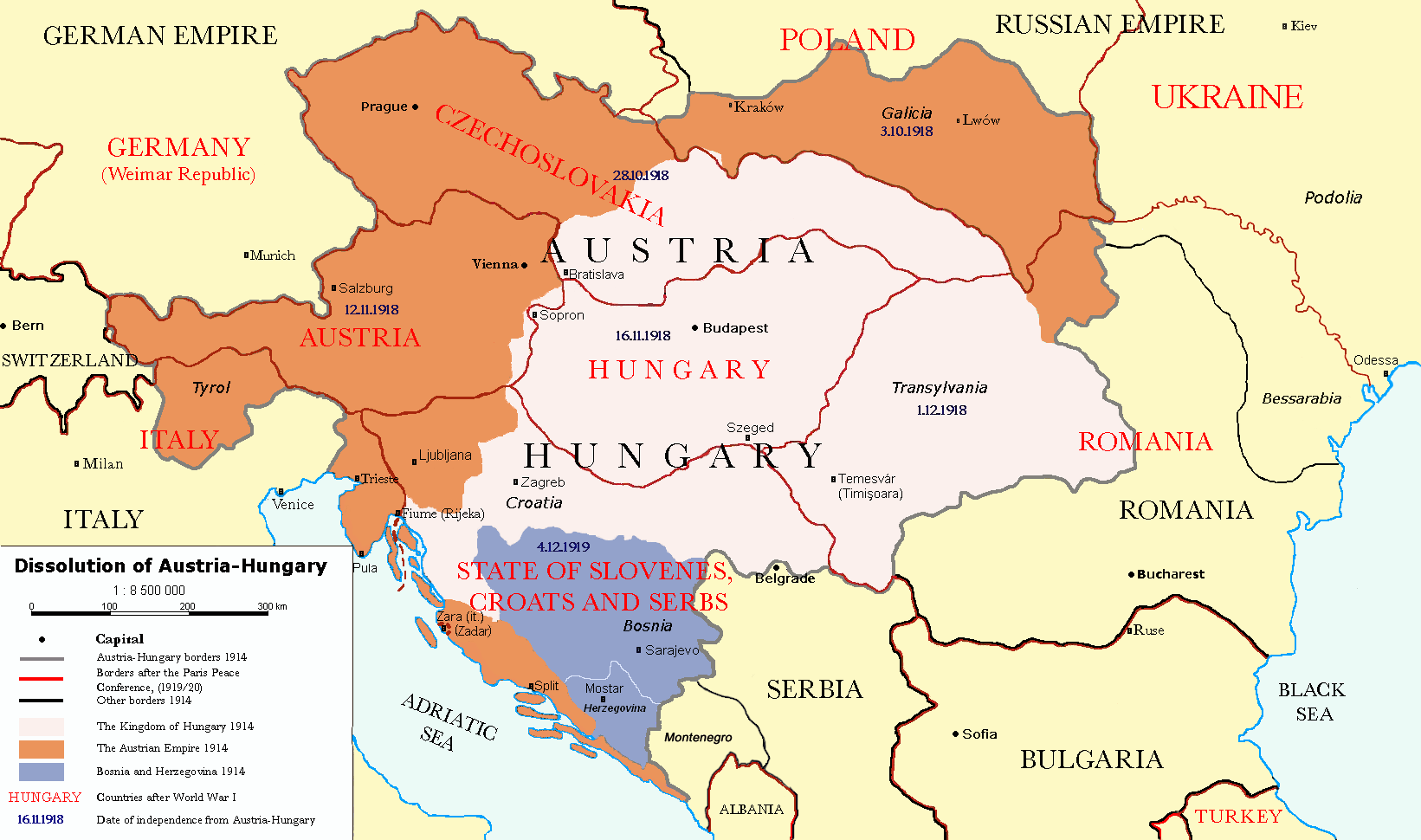
Dissolution de l'Autriche-Hongrie 1918

Avec l’occupation austro-hongroise, le processus d’identification des orthodoxes et des catholiques de Bosnie comme Serbes et Croates, déjà amorcé sous l’influence des nationalismes de Serbie et de Croatie, s’intensifia considérablement. Cette évolution se traduisit par des revendications politiques et culturelles de plus en plus affirmées, accentuant les divisions internes de la Bosnie-Herzégovine et préparant le terrain aux conflits futurs.
Soucieux de préserver un équilibre entre les différentes communautés et de contenir l’influence serbe et croate, l’Empire austro-hongrois tenta de promouvoir une identité bosnienne pluraliste et multiconfessionnelle,. Toutefois, malgré ces efforts, les aspirations irrédentistes de la Serbie et de la Croatie ne cessèrent de s’amplifier.
Les tensions entre l’Empire austro-hongrois et la Serbie, qui revendique la région, atteint son paroxysme le 28 juin 1914, lorsque l’archiduc François-Ferdinand d'Autriche, héritier du trône austro-hongrois, est assassiné à Sarajevo par Gavrilo Princip, un nationaliste bosno-serbe affilié à une organisation soutenue par la Serbie. Cet événement déclenche la Première Guerre mondiale.

## Le royaume de Yougoslavie (1918-1941)
Après la Première Guerre mondiale, l’État des Slovènes, Croates et Serbes fut créé dans l’espoir d’unifier les peuples slaves du Sud au sein d’un même pays. De 1918 à 1924, la Bosnie fut l’une des sept provinces de cet État. Cependant, il devint rapidement évident qu’il fonctionnait comme une semi-dictature dominée par la majorité serbe, qui le gouvernait comme un État-nation plutôt qu’une entité véritablement multinationale,. Face à cette hégémonie, les Croates et les Slovènes protestèrent et réclamèrent l’égalité.
Les tensions s’exacerbèrent, opposant le régionalisme croate au centralisme serbe. Le régime réprima sans relâche les autonomistes croates ainsi que les communistes, accentuant l’instabilité politique.
Parallèlement, la Bosnie fut secouée par de profondes agitations sociales et économiques, notamment en raison de la réforme agraire de 1918-1919. Celle-ci entraîna une colonisation massive et la confiscation des terres, exacerbant les tensions au sein de la population.
Sous l’Empire ottoman, les musulmans bénéficiaient de privilèges, tandis que sous l’Empire austro-hongrois, les catholiques furent favorisés. Désormais, avec les Serbes orthodoxes au pouvoir, la réforme agraire fut mise en place au détriment des musulmans, principaux propriétaires terriens, entraînant la confiscation de leurs terres. En parallèle, des exactions et des massacres furent souvent perpétrés pour s’approprier ces biens par la force,,.
En 1929, à la suite de la dictature du 6 janvier, le roi Alexandre Ier instaura un régime autoritaire dans le royaume des Serbes, Croates et Slovènes, rebaptisé royaume de Yougoslavie. Ce changement s’accompagna d’une profonde réforme administrative, qui redécoupa les entités existantes et remplaça les 33 oblasts par neuf banovines. Ce tracé fut délibérément conçu pour ignorer les distinctions historiques et ethniques, effaçant ainsi l'entité bosnienne existante.
Sous cette dictature, les nationalistes serbes se réjouirent, considérant que la grande majorité des Serbes était désormais réunie dans un État centralisé. À leurs yeux, ce royaume représentait une Grande Serbie ayant annexé d'autres territoires,
tandis que les autres peuples slaves étaient perçus comme des Serbes de confessions différentes, dont l'identité aurait été altérée par la domination ottomane et austro-hongroise. Ils estimaient que leur assimilation progressive, par un processus de serbianisation, était inévitable.
De leur côté, les Croates, Slovènes, musulmans de Bosnie et de Sandjak, Albanais du Kosovo et d’autres groupes dénoncèrent l’hégémonie serbe et appelèrent à l’instauration d’un système fédéral, voire à l’indépendance sous la forme de royaumes distincts.
À la fin des années 1930, les tensions internes s’exacerbèrent, culminant avec l’assassinat du roi Alexandre Ier de Yougoslavie à Marseille le 9 octobre 1934.
Face à l’aggravation des conflits ethniques et politiques, le gouvernement royal tenta d’apaiser les revendications croates en leur accordant une certaine autonomie. Cependant, cette réforme excluait la Bosnie-Herzégovine, laissant en suspens la question de son statut. Avec l’accord Cvetković-Maček, la Banovine de Croatie fut créée, divisant de facto la Bosnie entre Serbes et Croates et lui faisant perdre, pour la première fois depuis des siècles, son statut distinctif d’unité provinciale.Pendant ce temps, la menace grandissante de l’Allemagne nazie faisait peser de lourdes incertitudes sur l’avenir du royaume, annonçant de profonds bouleversements à venir.

## La Seconde Guerre mondiale (1941-1945)
Le 25 mars 1941, sous la menace de l'Allemagne nazie, le royaume de Yougoslavie rejoignit le Pacte tripartite après des négociations menées par le régent Paul avec Hitler. Cependant, un coup d'État éclata peu après, renversant le gouvernement. Contraint à l'exil à Londres, Paul fut suivi par l'armée royaliste, qui y forma un gouvernement yougoslave en exil.
Après l’invasion de la Yougoslavie, le royaume fut démantelé et morcelé en plusieurs entités sous la tutelle des forces de l’Axe. Les occupants allemands et italiens mirent en place des gouvernements collaborationnistes afin de renforcer leur domination sur la région. L’État indépendant de Croatie (NDH) fut proclamé, englobant la majeure partie de la Croatie et de la Bosnie-Herzégovine, sous l’autorité du mouvement fasciste Oustachis dirigé par Ante Pavelić. En Serbie, un régime fantoche, le Gouvernement de salut national (Serbie), fut instauré sous la direction du général Milan Nedić, servant les intérêts de l’occupant allemand,.

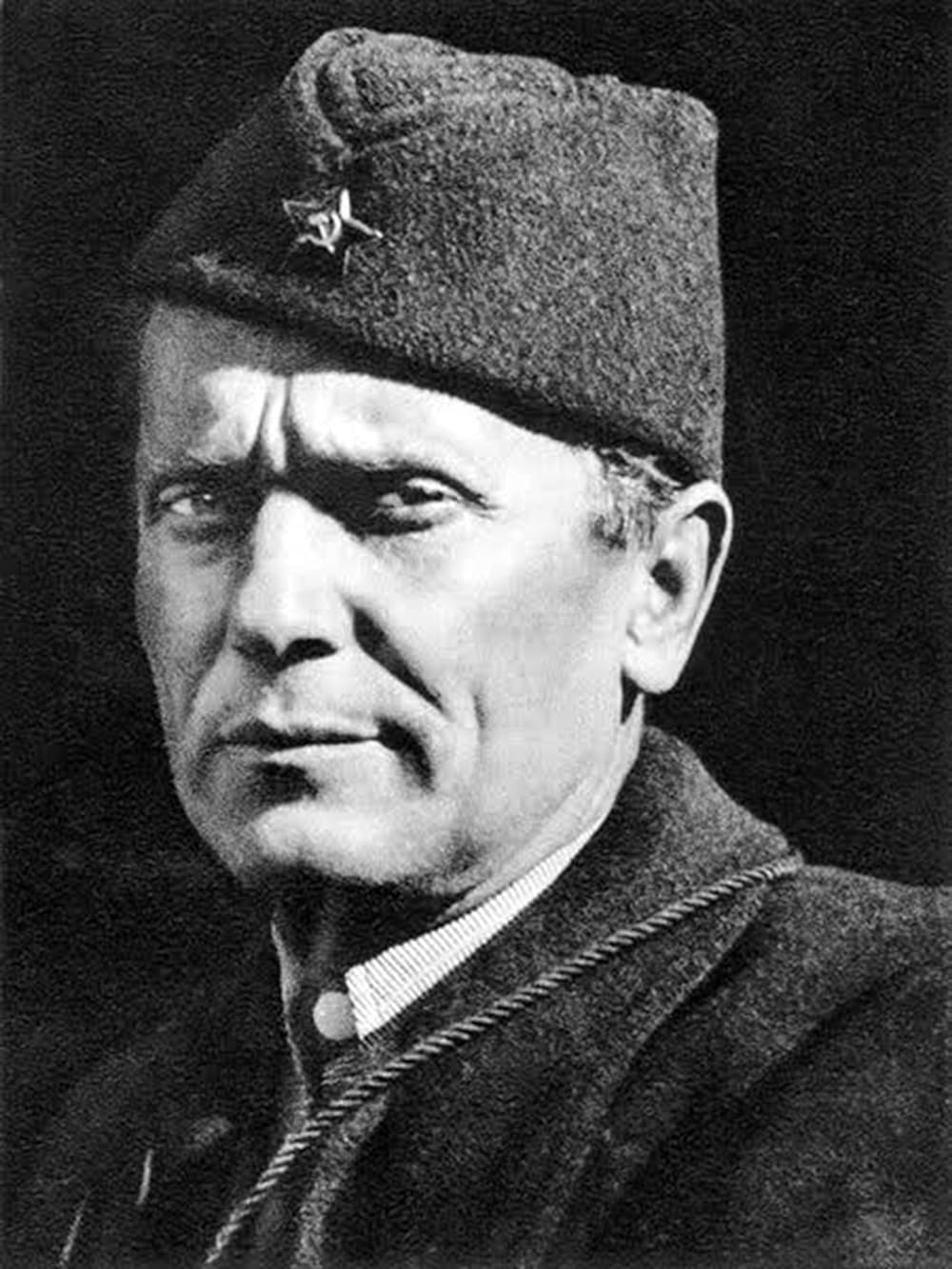
Josip Broz Tito en 1942

Dans ce contexte, la guerre en Yougoslavie prit une dimension particulièrement complexe, mêlant la lutte contre les forces d’occupation, une guerre civile opposant des factions nationalistes rivales, et un affrontement idéologique pour une transformation sociale révolutionnaire. 
La résistance s’organisa autour de deux mouvements principaux : les Tchetniks, majoritairement serbes et royalistes, et les Partisans communistes dirigés par Josip Broz Tito, qui prônaient une Yougoslavie fédérale et multiethnique. 
Soutenus par le gouvernement royal en exil, les Tchetniks se détournèrent progressivement de la lutte contre l'occupant pour concentrer leurs efforts contre les Partisans, allant jusqu'à collaborer avec les forces de l'Axe,. À l’inverse, malgré des moyens limités, les Partisans menèrent une résistance acharnée, ce qui leur valut un soutien populaire grandissant. En plus de combattre les forces de l'Axe, ils s'opposaient aux collaborationnistes Oustachis et Tchetniks, affirmant ainsi leur rôle central dans le conflit.
Les Alliés, cherchant à appuyer la résistance la plus efficace contre l’occupant, réalisèrent rapidement que les Partisans de Tito infligeaient les pertes les plus significatives aux nazis. De plus, la preuve de la collaboration des Tchetniks avec l'Axe acheva de convaincre les Alliés de réorienter leur soutien vers les Partisans, abandonnant progressivement toute aide aux royalistes,.
Sous la direction de Tito, le Parti communiste lança un appel à la libération nationale, encourageant toutes les nationalités yougoslaves à un soulèvement révolutionnaire contre les occupants et leurs collaborateurs. Porté par le slogan « Bratstvo i jedinstvo » (fraternité et unité), ce mouvement prônait l'égalité entre toutes les nations yougoslaves. Ce principe contrastait fortement avec le centralisme grand-serbe du gouvernement royal et des Tchetniks de Draža Mihailović, ainsi qu’avec le nationalisme croate radical des Oustachis, qui visaient un État ethniquement homogène.
Dans cette guerre d’une brutalité extrême, les Oustachis ont perpétré des massacres contre les Serbes, les Juifs et les Tsiganes, tandis que les Tchetniks, fidèles à la monarchie serbe en exil et à l’idéologie de la Grande Serbie, ont massacré des civils musulmans et croates,. Face à ces violences, certains musulmans bosniens, acculés et privés de protection, se tournèrent vers les occupants, formant des unités et collaborant partiellement, dans l’espoir d’assurer leur survie. À mesure que les violences s’intensifiaient, de plus en plus de personnes rejoignirent les Partisans, cherchant une alternative à la terreur nationaliste.

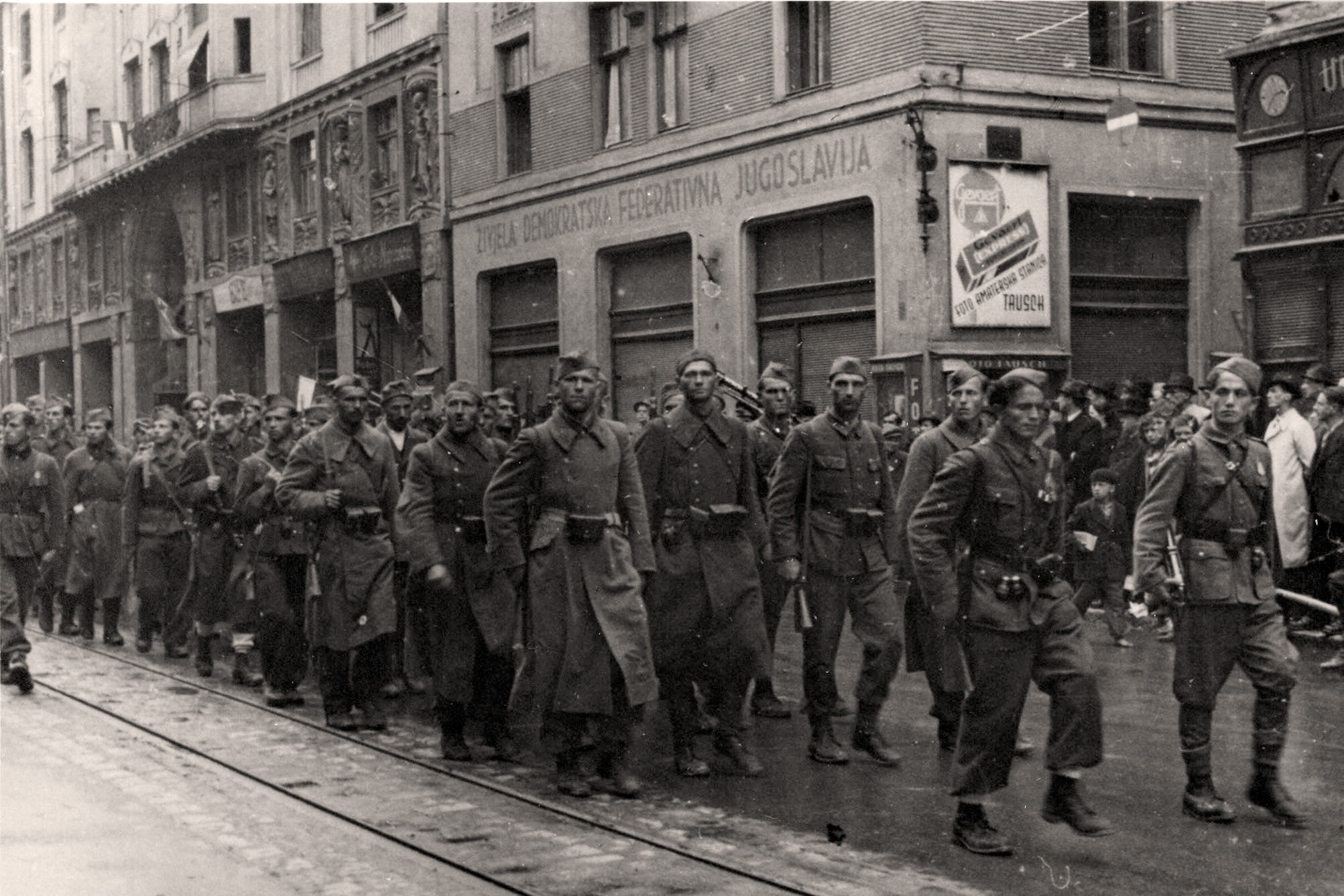
Partisans à Sarajevo, le 6 avril 1945

Les principales opérations des Partisans se concentrant en Bosnie, le soutien des musulmans devint crucial. Tito prit soin de reconnaître leur statut distinct à travers de nombreuses déclarations et appels, consolidant ainsi leur engagement dans la lutte.
Le25 novembre 1943, lors de la session du « Conseil antifasciste d'État pour la libération nationale de la Bosnie-Herzégovine » (ZAVNOBiH) à Mrkonjić Grad, il est décidé que la Bosnie-Herzégovine, dont l’existence en tant qu’entité politique et culturelle remonte à plusieurs siècles, sera une république à part entière au sein de la future Yougoslavie fédérale. Cette décision marque une rupture avec la politique précédente qui voyait la Bosnie comme un territoire à partager entre Serbes et Croates. La déclaration insiste sur le caractère multiethnique de la Bosnie-Herzégovine, affirmant que "la Bosnie n’appartient ni aux Serbes, ni aux Croates, ni aux musulmans, mais aux peuples de Bosnie-Herzégovine". Cette approche vise à éviter l’annexion de la république par la Serbie ou la Croatie et à garantir un équilibre entre les trois principales communautés. Quelques jours plus tard, le 29 novembre 1943, lors de la deuxième session du Conseil antifasciste de libération nationale de Yougoslavie (AVNOJ) à Jajce, les Partisans de Tito annoncent la création de la Yougoslavie fédérative démocratique, organisée en six républiques et deux régions autonomes aux droits égaux. Par cette même décision, le gouvernement royal en exil est interdit de retour dans le pays, marquant ainsi une rupture définitive avec la monarchie.
Avec un soutien limité des Alliés occidentaux et de l'Armée rouge jusqu'à la fin du conflit, Josip Broz Tito et ses Partisans parvinrent à repousser les forces allemandes hors de vastes régions de la Yougoslavie, aboutissant à la libération complète du pays en 1945.

## Yougoslavie socialiste (1945-1991)
Le 25 novembre 1943, à la suite de la victoire des partisans de Tito lors de la Seconde Guerre mondiale et de l'abolition officielle de la monarchie, la république populaire fédérale de Yougoslavie est officiellement proclamée. La Bosnie-Herzégovine, dont l’histoire en tant qu’entité politique remonte à plusieurs siècles, devient pleinement intégrée au sein de cette fédération socialiste, aux côtés des autres républiques, dans un cadre garantissant l'égalité entre les nationalités. Tito s’efforce ensuite de stabiliser la fédération, notamment après la rupture avec Staline en 1948, en mettant en place un système destiné à empêcher l’hégémonie d’un groupe sur un autre.

République fédérative socialiste de Yougoslavie

Dans ce nouvel État socialiste et fédéral, la Yougoslavie adopte une politique de nationalisation des industries et des terres. Le socialisme autogestionnaire devient un modèle économique central, où les travailleurs participent à la gestion des entreprises et des collectivités locales. La Bosnie-Herzégovine bénéficie alors d’un développement économique rapide, devenant un centre industriel majeur avec des secteurs clés comme l’acier, le charbon et le textile.
En parallèle, l’État met en avant la diversité ethnique de la république en renforçant l’égalité entre Serbes, Croates et musulmans. Jusqu’aux années 1960, les musulmans de Bosnie sont officiellement considérés comme des Serbes ou des Croates de confession musulmane. Cependant, en 1968, la fédération leur reconnaît le statut de nationalité distincte sous l’appellation de « Musulmans » (avec une majuscule). Dès lors, ils peuvent se déclarer comme tels lors des recensements, marquant une avancée majeure dans la reconnaissance de leur identité au sein de la fédération.

Armoiries de la république socialiste de Bosnie-Herzégovine

Afin de préserver l’indépendance de leur pays face à l’influence des blocs occidental et soviétique en pleine guerre froide, Tito, Nehru et Naser fondent en 1961 le mouvement des non-alignés, que de nombreux États rejoignent par la suite. En 1963, une nouvelle Constitution modifie le nom officiel du pays, qui devient la république fédérative socialiste de Yougoslavie (RFSY), tandis que la Bosnie-Herzégovine adopte le titre de république socialiste de Bosnie-Herzégovine. Cette réforme approfondit le modèle socialiste, avec un renforcement de l’autogestion et une reconnaissance accrue du multiculturalisme.
La Constitution de 1974 transforme la Yougoslavie et la Bosnie-Herzégovine, en accordant une autonomie renforcée aux républiques, jusqu’à leur reconnaître le droit de sécession. Elle rééquilibre les pouvoirs au sein de la fédération tout en affirmant l’identité bosnienne dans un cadre multiethnique. Grâce à des investissements massifs dans l’industrie et les infrastructures, la Bosnie-Herzégovine connaît alors une période de prospérité, marquée par une croissance économique, une amélioration des conditions de vie et un essor significatif de l’éducation et de la culture. Cependant, en affaiblissant le pouvoir central yougoslave, ces réformes ouvrent également la voie aux tensions nationalistes qui, après la mort de Tito en 1980, deviennent un facteur déterminant de la crise yougoslave.
Au sein de la Ligue des communistes de Yougoslavie, une fracture apparaît : tandis que les dirigeants serbes prônent une centralisation accrue, les autres républiques défendent le fédéralisme. En 1986, l'Académie serbe des sciences et des arts publie le « Mémorandum SANU », un document qui prétend répondre à la « question serbe », mais qui en réalité alimente un sentiment nationaliste grandissant. L’année suivante, Slobodan Milošević prend le contrôle total de la Ligue des communistes de Serbie et, en 1989, met en œuvre son programme politique, officiellement présenté comme un projet de préservation de la Yougoslavie, mais qui vise en réalité à instaurer une Grande Serbie,.. Parallèlement, les nationalistes croates, menés par Franjo Tuđman, défendent l’idée d’une Grande Croatie. Une fois de plus, la Bosnie-Herzégovine se retrouve menacée par les ambitions de ses puissants voisins, qui souhaitent la démembrer,.
Sur la scène politique bosnienne, la Ligue des communistes de Bosnie-Herzégovine s’effondre, laissant place à plusieurs nouveaux partis politiques. Les Serbes se regroupent autour du SDS (Parti démocratique serbe), les Musulmans autour du SDA (Parti d'action démocratique (Bosnie-Herzégovine)), et les Croates autour du HDZ BiH (Union démocratique croate de Bosnie-et-Herzégovine), branche locale du parti au pouvoir en Croatie.
Dans les institutions bosniennes, les Serbes de Bosnie cherchent à affaiblir la république de l’intérieur, en tentant de s’emparer du contrôle de l’armée et de la défense territoriale. Face à ces ambitions irrédentistes, l’effondrement de la Yougoslavie semble inévitable et s’annonce particulièrement violent.

## Indépendance et guerre de Bosnie (1992-1995)
Au cœur de la crise politique et économique qui frappe la Yougoslavie, la montée du nationalisme, en particulier serbe, devient une menace majeure pour la stabilité de la région. Porté par l’idéologie de la Grande Serbie,, Slobodan Milošević prend le contrôle de l’État yougoslave, ce qui accélère l’éclatement du pays et pousse la Slovénie et la Croatie à déclarer leur indépendance. Après un bref conflit opposant l'Armée populaire yougoslave (JNA) à la Slovénie, la guerre éclate en Croatie.

Armoiries de la République de Bosnie-Herzégovine

La Bosnie-Herzégovine, république multiethnique composée de Musulmans (Bosniaques), de Croates et de Serbes de Bosnie, se retrouve rapidement dans une position extrêmement délicate.
Tandis que la majorité des Serbes de Bosnie souhaitent rester au sein d’une Yougoslavie réduite dominée par Belgrade, les Bosniaques et les Croates, refusant de se soumettre à la domination serbe, défendent l’option de l’indépendance. En octobre 1991, la Bosnie-Herzégovine proclame sa souveraineté. Cette décision est suivie d’un référendum sur l’indépendance en février et mars 1992, boycotté par la population serbe. Avec un taux de participation de 64 %, 99,4 % des votants se prononcent en faveur de l’indépendance.
La Bosnie-Herzégovine est officiellement reconnue comme État indépendant le 6 avril 1992. Cet événement marque le début d’un conflit sanglant, déjà minutieusement préparé,,.
Dès les débuts de son projet expansionniste, Milošević conçoit une stratégie visant à annexer les territoires de Croatie et de Bosnie habités par des Serbes. S’appuyant sur la doctrine selon laquelle « là où il y a une tombe serbe, c’est une terre serbe », il orchestre, avec les leaders nationalistes serbes locaux, une rébellion présentée comme spontanée, armant les communautés serbes de Bosnie et de Croatie tout en dissimulant l’ingérence de la Serbie.
L’un des principaux obstacles à ce projet est la forte mixité ethnique des populations. Le problème est rapidement « résolu » par des campagnes de nettoyage ethnique, : expulsions forcées, massacres de civils, création de zones homogènes ethniquement, désignées comme la future « République serbe », vouée à être rattachée à la Serbie.
Pour exécuter ce plan, Milošević s’appuie sur l’Armée populaire yougoslave (JNA), devenue une armée au service de la Serbie. L’essentiel de l’arsenal militaire de l’ex-Yougoslavie tombe entre les mains serbes. L’embargo sur les armes, imposé par l’Organisation des Nations unies (ONU) à l’ensemble du territoire yougoslave, accentue encore le déséquilibre entre les forces serbes, surarmées, et les forces bosniennes, démunies,.

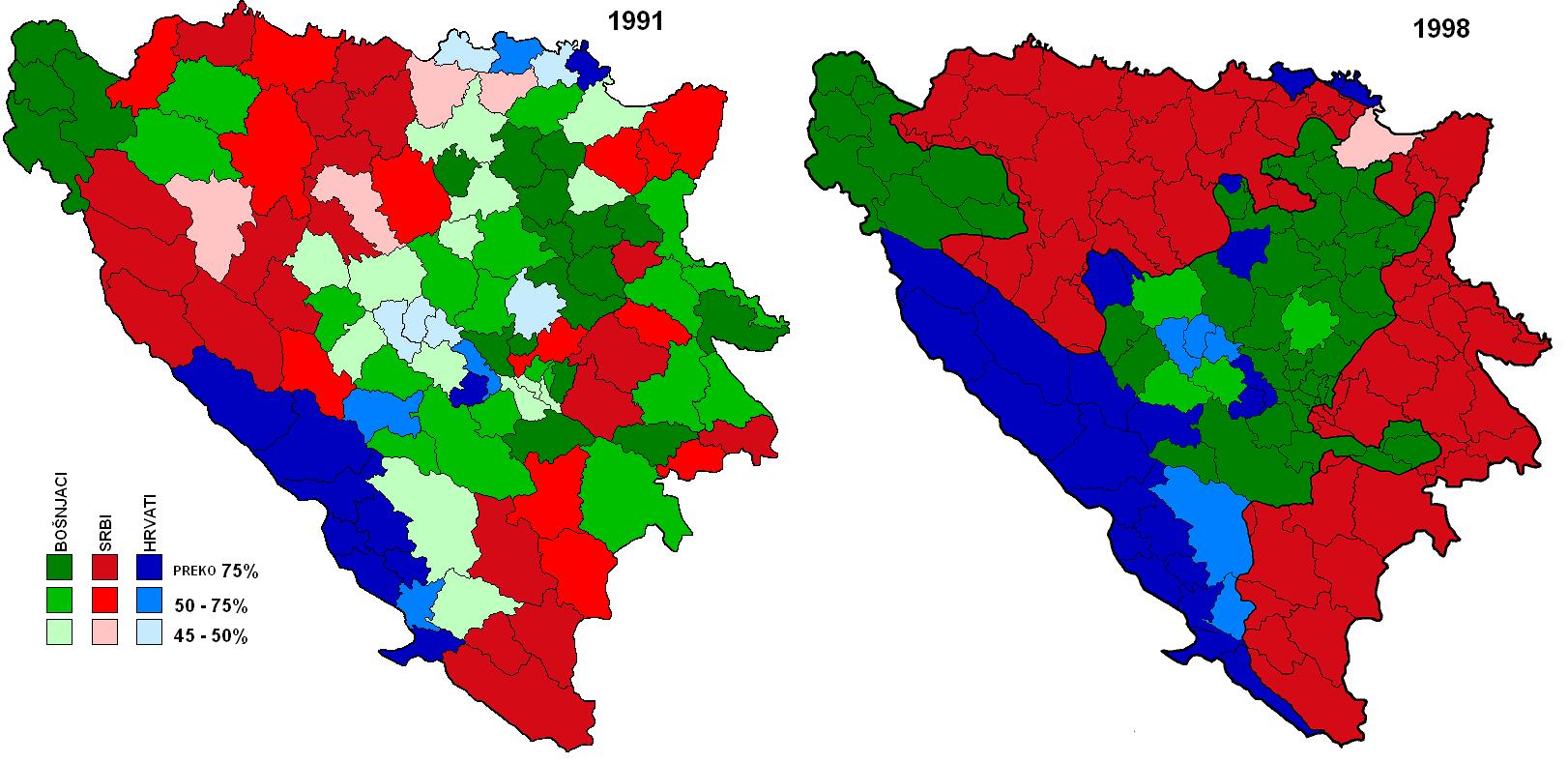
Répartition ethnique en Bosnie-Herzégovine avant et après la guerre : en vert, les Bosniaques ; en rouge, les Serbes de Bosnie ; en bleu, les Croates de Bosnie

Privée d’armée au moment de son indépendance, la Bosnie-Herzégovine est totalement désarmée face à l’agression,. L’ONU, refusant de lever l’embargo, empêche le gouvernement bosnien de se défendre efficacement. La population civile bosniaque devient alors la cible de massacres, d’expulsions massives, et de la mise en place, dans les zones contrôlées par les forces serbes et monténégrines, de camps de concentration et de centres de détention,. Ces pratiques relèvent, selon l’Assemblée générale des Nations unies, d’une « ignoble politique de nettoyage ethnique, qui est une forme de génocide. ».
La résistance s’organise avec la création de l’Armée de la République de Bosnie-Herzégovine (ARBiH), composée de Bosniaques, mais aussi de Serbes et de Croates refusant la logique nationaliste. Toutefois, sous l’influence du président croate Franjo Tuđman, les nationalistes croates de Bosnie cherchent à créer leur propre entité, avec pour objectif son rattachement à la Croatie. Ce projet provoque l’éclatement d’un second front, entre Bosniaques et Croates, aggravant encore la situation.
Au fil du conflit, l’ARBiH, initialement multiethnique, devient progressivement dominée par des éléments bosniaques, bien que des Serbes et des Croates de Bosnie y restent engagés,. Pendant le siège de Sarajevo, de nombreux civils serbes demeurent dans la capitale assiégée, illustrant la complexité des identités locales.

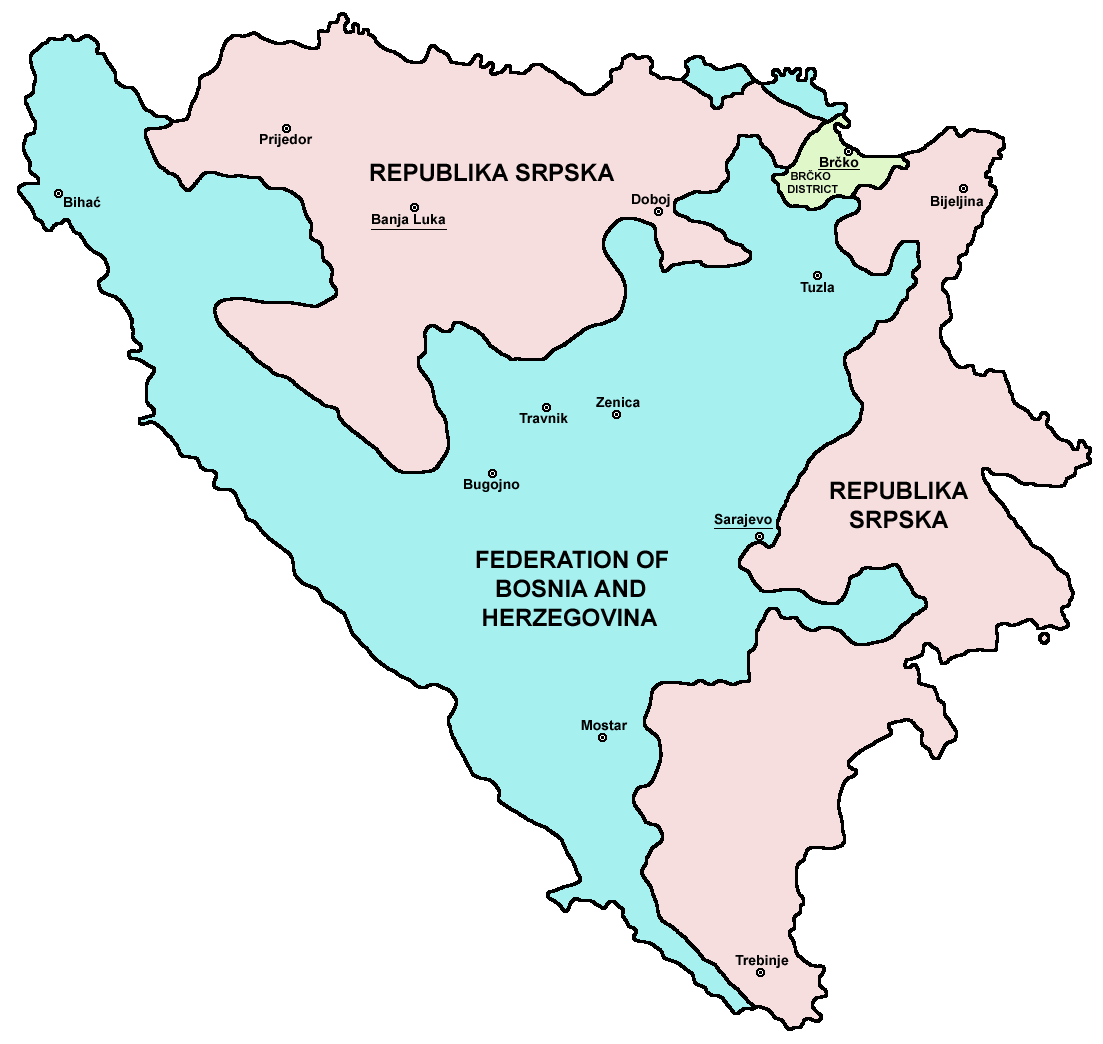
Division administrative de la Bosnie-Herzégovine (depuis 1996)

Les multiples négociations et tentatives de paix ne font que favoriser l'expansion territoriale des forces serbes, leur permettant de prolonger le calvaire de la population civile désarmée. L’inaction de la communauté internationale permet aux forces serbes, largement supérieures militairement, de consolider leur contrôle sur plus de la moitié du territoire bosnien, conquis dès les premiers mois du conflit. Elles y perpètrent de nombreux massacres, culminant avec le génocide de Srebrenica,, en juillet 1995, qui incarne l’horreur absolue de cette guerre.
En mars 1994, sous l’impulsion des États-Unis, l’accord de Washington est signé entre les représentants bosniaques et croates, donnant naissance à la fédération de Bosnie-et-Herzégovine. Mieux coordonnées et renforcées, les forces gouvernementales parviennent à reprendre plusieurs territoires. L’intervention de l'OTAN, à partir de la fin 1994, permet de rétablir un certain équilibre militaire, ouvrant la voie aux négociations de paix.
Les accords de Dayton, signés en décembre 1995, réaffirment la souveraineté et l’intégrité territoriale de la Bosnie-Herzégovine, déjà reconnue par la communauté internationale, tout en institutionnalisant ses divisions ethniques. Les Serbes de Bosnie, représentant 31,21 % de la population, obtiennent 49 % du territoire sous la forme de l’entité république serbe de Bosnie, tandis que la fédération de Bosnie-et-Herzégovine reçoit 51 %. En pratique, les conséquences du nettoyage ethnique sont ainsi entérinées,.
Le conflit, qui a duré près de quatre ans, a fait environ 100 000 morts et provoqué le déplacement de plus de deux millions de personnes.

## Bosnie-Herzégovine d’après-guerre

Armoiries de la Bosnie-Herzégovine

Après les accords de Dayton, la Bosnie-Herzégovine s'est engagée sur la voie de la reconstruction de l'État, tout en restant placée sous la supervision du Haut Représentant international. Le pays est structuré en une fédération composée de deux entités — la fédération de Bosnie-Herzégovine et la republika Srpska — dotées chacune de leur propre Constitution et de pouvoirs législatifs étendus, ainsi que du district de Brčko, qui bénéficie d’un statut autonome.
Une force internationale de maintien de la paix (IFOR), dirigée par l'OTAN et composée de 60 000 soldats, a été déployée pour superviser la mise en œuvre des volets militaires de l’accord de paix. Elle a été remplacée en 2003 par une force de stabilisation (SFOR) , réduite à (14 000 soldats, chargée de prévenir toute reprise des hostilités. En décembre 2004, la SFOR a cédé la place à l'Eufor, une force militaire de l’Union européenne comptant environ 7 000 hommes.
En matière de politique monétaire, le Mark convertible (KM) a été instauré comme monnaie nationale, utilisée sur l'ensemble du territoire. L'Administration des impôts indirects a été mise en place au niveau national, entraînant l'harmonisation des lois fiscales. Par ailleurs, une armée unifiée, les Forces armées de Bosnie-Herzégovine (OSBiH), a été créée, tandis que les armées des entités ont été dissoutes.
La Bosnie-Herzégovine, candidate potentielle à l'UE, a signé l'accord de stabilisation et d'association (ASA) en 2008, en vigueur depuis 2015. Sa demande d'adhésion, déposée en février 2016, a été conditionnée par des progrès dans les réformes, l'adaptation de l'ASA et un accord sur un mécanisme de coordination européenne, conditions remplies à l'été 2016.
L'adhésion de la Bosnie-Herzégovine à l'OTAN est en cours de négociation, avec un plan d'action signé en avril 2010. Les partis politiques bosniens affichent des positions divergentes : les partis bosniaques et croates soutiennent l'adhésion, tandis que les partis serbes, prônent la neutralité en s'alignant sur la Serbie,.
Les principaux responsables des atrocités commises durant la guerre, le général Ratko Mladić et Radovan Karadžić, ancien président de la république serbe de Bosnie, ont longtemps échappé à la justice internationale. Karadžić a été arrêté à Belgrade le 22 juillet 2008, après treize ans de cavale, tandis que Mladić a été capturé le 26 mai 2011 en Voïvodine, après quinze ans de fuite. Tous deux ont été condamnés à la réclusion à perpétuité par le Tribunal pénal international pour l’ex-Yougoslavie (TPIY), pour crimes de guerre, crimes contre l’humanité et génocide,.
En 2014, alors que le chômage touche officiellement plus de 40 % de la population active et que les privatisations se sont soldées par un pillage des ressources publiques, la situation économique du pays conduit à un mouvement de protestation de grande ampleur.
Même si la guerre est terminée, les objectifs de division de la Bosnie entre la Serbie et la Croatie n’ont pas disparu ; seule la méthode a évolué,,. Les accords de Dayton ont permis aux Serbes et aux Croates de Bosnie d’établir des relations étroites avec la Serbie et la Croatie. Ces liens renforcent l’influence de ces deux pays sur leurs communautés respectives en Bosnie, au point où celles-ci se sentent de moins en moins intégrées à l’État bosnien. Officiellement, la Serbie et la Croatie affirment soutenir l’intégrité de la Bosnie, mais dans les faits, leurs actions — menées par l’intermédiaire de leurs représentants locaux — contribuent à affaiblir l’unité du pays.
Le retour des réfugiés dans les régions d’où ils ont été expulsés reste souvent entravé par des obstacles administratifs, des intimidations ou des discriminations, prolongeant ainsi les séquelles du nettoyage ethnique,. Ces pratiques s’inscrivent dans une dynamique politique visant à maintenir la division ethnique du pays. Les discours des nationalistes serbes et croates alimentent toujours l’idée de scissions internes en Bosnie.

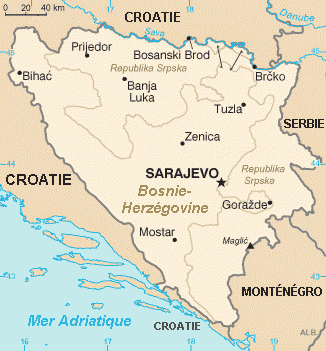
Bosnie-Herzégovine (2024)

Si les accords de Dayton ont mis fin au conflit, ils ont également instauré un système institutionnel complexe, fondé sur une forte décentralisation et des équilibres ethniques rigides. Ce système, souvent paralysé, est régulièrement exploité par les leaders nationalistes pour bloquer les institutions et freiner toute avancée vers une société véritablement inclusive.
Milorad Dodik, président de l’entité de la republika Srpska, soutenu par la Serbie et la Russie, brandit depuis plusieurs années la menace de sécession,,.
Malgré les avertissements répétés de l’ONU, rappelant que la souveraineté et l’intégrité territoriale de la Bosnie-Herzégovine, garanties par les accords de Dayton et le droit international, ne sont pas négociables,, Dodik persiste à contester ouvertement l’unité du pays, menaçant sa viabilité par ses appels récurrents à sa dissolution.
Parmi ses initiatives les plus alarmantes figurent l’annonce du retrait de la republika Srpska de nombreuses institutions étatiques, dont la Cour de justice de Bosnie-Herzégovine, ainsi que l’organisation d’un référendum sur l’indépendance de l’entité.

Tout au long de son mandat, il a systématiquement bloqué les décisions clés du Parlement central, boycotté les institutions de l’État et instrumentalisé à des fins obstructives le Conseil des ministres ainsi que la présidence tripartite, dans le but de freiner les réformes destinées à renforcer la cohésion nationale.
Il refuse également de reconnaître les décisions de justice relatives aux crimes de guerre, niant notamment le génocide de Srebrenica, tout en glorifiant des criminels de guerre.
Dans le même temps, des représentants politiques croates de Bosnie, appuyés par les nationalistes croates, réclament la création d’une troisième entité — une entité croate — avec, en toile de fond, l’ambition de son rattachement futur à la Croatie. En 2001, les efforts du HDZ BiH pour introduire l'autonomie dans les zones peuplées de Croates ont été contrecarrés par la destitution d'Ante Jelavić, le membre croate de la présidence de la BiH, par le Haut Représentant pour la Bosnie.
Depuis 2021, les menaces de Dodik se sont intensifiées, accompagnées d’annonces de retrait progressif de la republika Srpska des institutions centrales : création d’une armée propre, d’un système judiciaire indépendant, d’un service fiscal autonome,,.
Ces initiatives, en violation directe de l’accord de Dayton, visent à établir un État de facto indépendant. 
Elles alimentent un climat de tensions permanentes et mettent en péril la stabilité déjà fragile de la Bosnie-Herzégovine — et, au-delà, celle de l’ensemble des Balkans.
Le 18 mars 2025, la Cour d'État de Bosnie-Herzégovine a émis un mandat d'arrêt international contre Milorad Dodik . Cependant, affaiblie et privée du soutien d'Interpol, la police centrale bosnienne n’a pas pu l’appréhender, et il continue de se rendre régulièrement en Serbie et en Russie,.
L’inaction des garants internationaux de l’accord de Dayton, à savoir l’Europe et les États-Unis, face aux menaces sécessionnistes, telles que celles proférées par Milorad Dodik, pourrait ouvrir la voie à de nouvelles tensions et violences dans une région déjà fragilisée par ses conflits passés. Un éventuel vide laissé par la désintégration de la Bosnie, résultant de l’ingérence d’acteurs régionaux comme la Serbie et la Croatie, pourrait favoriser l’intervention de puissances extérieures telles que la Russie, qui chercherait à exploiter cette situation pour renforcer son influence dans les Balkans en soutenant des entités séparatistes, notamment celles proches de la Serbie.

#### Autres
- Histoire de Sarajevo